# 장택상
장택상(張澤相, 1893년 10월 22일~1969년 8월 1일)은 일제강점기와 대한민국의 정치인이다. 초대 외무부장관, 제3대 국무총리를 지냈다.
호(號)는 창랑(滄浪), 자(字)는 치우(致雨, 아명(兒名)은 장삼욱(張三旭). 영문 이니셜은 TS. 미군정기 수도경찰청장을 역임했고, 정부 수립 이후 3대 국무총리를 역임했다.
1945년 8월 15일 광복 직후 경기도 경찰청 경찰부장, 제1관구 경찰청장, 수도경찰청장 등으로 활동하였고, 조선공산당원과 남로당 진압을 주도하였으며, 해방정국에서 10차례나 테러를 당하였다. 1948년 대한민국 수립 직후 제1대 외무장관을 역임하였고 제5차·6차 UN총회의 대표단으로 파견되기도 했다. 1952년 5~7월 무렵 피난지인 부산에서 이범석 등과 함께 부산정치파동에 주동적 역할을 수행하고, 1952년 5월 6일부터 1952년 10월 5일까지 대한민국의 제3대 국무총리를 역임하였다.
부통령 후보로도 출마하였으나 낙선하였다. 4·19 혁명 이후 장면 정권과 박정희 정부 기간 중에는 야당 지도자로 활동하였다. 자유당을 재건하여 총재가 되었고, 야당 정치인으로 활동하며 1964년 이후 박정희 정권의 한일회담에 반대하여 윤보선, 장준하, 함석헌 등과 대일굴욕외교반대투쟁위원회를 결성하고 위원장을 역임하고, 1969년 신민당 고문이 되었다.
해방 정국에서 조선공산당과 남로당 등 좌익 정당과 좌익 정치운동을 단속하였으나, 여운형, 이만규, 조봉암 등과는 인간적인 친분관계를 유지하였다. 진보당 사건으로 조봉암 등이 이적행위자와 공산주의자로 몰리자 조봉암의 석방, 구명운동을 폈고, 법정에서 조봉암을 변호하기도 했다. 학자 여현 여헌 장현광의 후손으로 이조판서 장석용의 손자이자 경기도관찰사를 지낸 장승원과 정부인 풍양 조씨(豊壤 趙氏)의 셋째 아들이었다. 본관은 인동(仁同)이며 경상도 인동군 북삼면 오태동리 출신이다.

## 학력
- 경성제일고등보통학교 졸업
- 와세다 대학 정치학 학사

## 생애

### 생애 초기

#### 출생과 가계

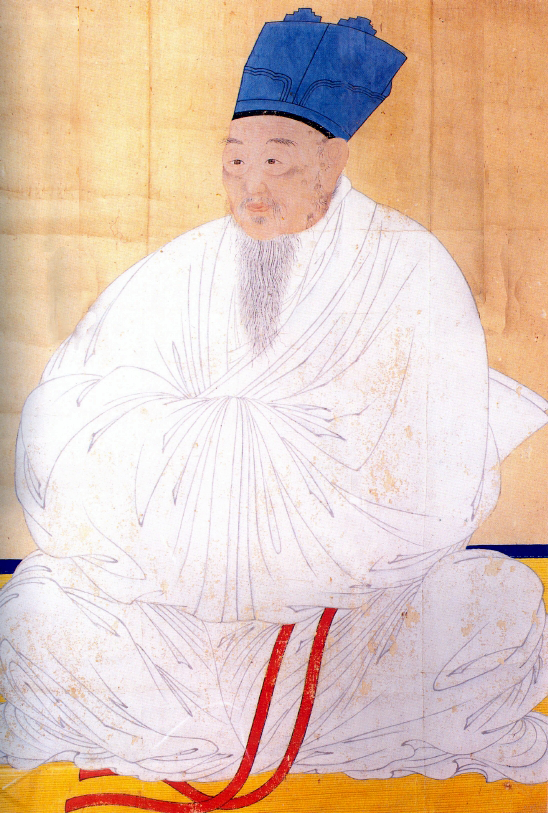
10대조 할아버지 여헌 장현광

창랑 장택상은 1893년 10월 22일 경상북도 칠곡 북삼읍 오태동에서 판서를 지낸 장석룡(張錫龍)의 손자이며 경기도관찰사를 지낸 운정(雲庭) 장승원(張承遠)과 정부인 조남철(趙南徹, 풍양 조씨(豊壤 趙氏))의 아들로 태어났다. 본관은 인동이다.
조선중기의 학자 여헌 장현광의 후손이었다. 할아버지 장석룡은 이조판서와 형조판서를 지낸 고관으로 동지중추부사를 지낸 장학추(張學樞)의 아들이었으나, 후에 증 이조판서에 추증된 장덕추(張悳樞)의 양자로 출계하였다. 고모는 현풍군수와 의금부도사를 지낸 김화식에게 시집갔다.
아버지 장승원은 경기도관찰사와 경상북도관찰사, 비서원경과 중추원 찬의 등을 지내고 정2품 자헌대부에 이르렀으며 일본 치하 때는 광복회등의 군자금 조달 약속을 이행치 않고 밀고등 친일 행적을 하였기에 광복회 총사령 박상진의 지시로 처단되는 운명을 맞게 된다. 이후 친일로 축적한 재산과 이를 바탕으로 출세시킨 장택상등 삼형제의 필사적인 친일행적 지우기에도 불구하고 그의 묘는 그의 행적에 분개한 주민들에 의해 처참하게 관리되어 남아있다.
청산리 대첩으로 유명한 김좌진 장군을 부사령으로 거느리고 국내 무장독립운동의 시금석이었던 대한광복회의 총사령 박상진 의사가 독립된 조국에서 이렇듯 제대로 된 평가를 받지 못하는데에는 장택상의 제 아비에 대한 원한이 그 이유였다고 전해지고 있다.
그의 맏형 장길상(張吉相)은 대한제국 고종 때 사마시에 합격한 뒤 관직에 나가 규장각직각을 지냈으며 수완이 있어 일제강점기 초반 영남지역의 거부로 성장하기도 했다.
처음 이름은 '삼욱(三旭)'이었고 자(字)는 치우(致雨)라 했으며, 훗날 호는 '창랑'이라 지었다. 뒤에 택상으로 개명하였다. 경북 칠곡은 그의 일가의 집성촌이기도 했는데, 후일 대한민국 임시정부에서 활동했으며, 나중에 2대 국회의원을 지낸 장건상(張建相) 역시 칠곡 출신이었다. 촌수로 족형제가 되는 장건상과 호형호제하며 가까이 지냈다.

#### 유년기

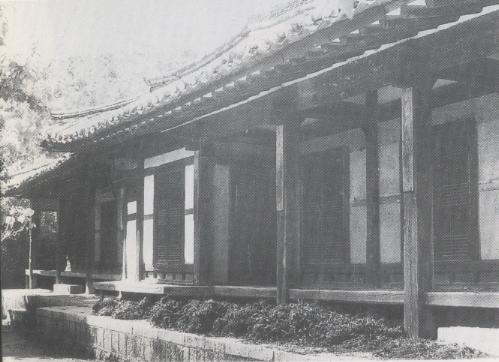
장택상이 태어난 칠곡 생가

양반가의 자손으로 태어난 그는 1900년 7세에 한학을 수학하고 10세때는 사서삼경, 한사, 당송팔대가, 외교사 등을 통독하였다 한다. 그러나 우연히 접하게 된 신문물에 대한 호기심을 갖다가 그는 경성으로 올라가 신문물을 배울 것을 결심한다.
이듬해 경성으로 상경하여 우남학회가 운영하는 한성소학교에 입학하여 신학문을 수업하였다. 여기서 그는 서구의 과학, 수학, 천문학 등의 서구의 문물에 대한 것을 처음으로 접하였다.
12세에 집안의 주선으로 4년 연상의 진주정씨와 결혼하였고 :37 1906년 연상의 일가 조카인 장태화에게서 강남해와 양계초의 저작들을 얻어 독서하고 경성으로 상경하였다. 그러나 15세 되던해, 본처 진주 정씨가 사망, 이웃에 사는 풍산 류씨(서애 류성룡의 후손)와 재혼하였다. :39
성격이 괄괄하고 활동적이었으나 양반가의 자손이라는 품위 때문에 체육활동은 다소 자제하였다.

### 일제 강점기 활동

#### 유학 시절

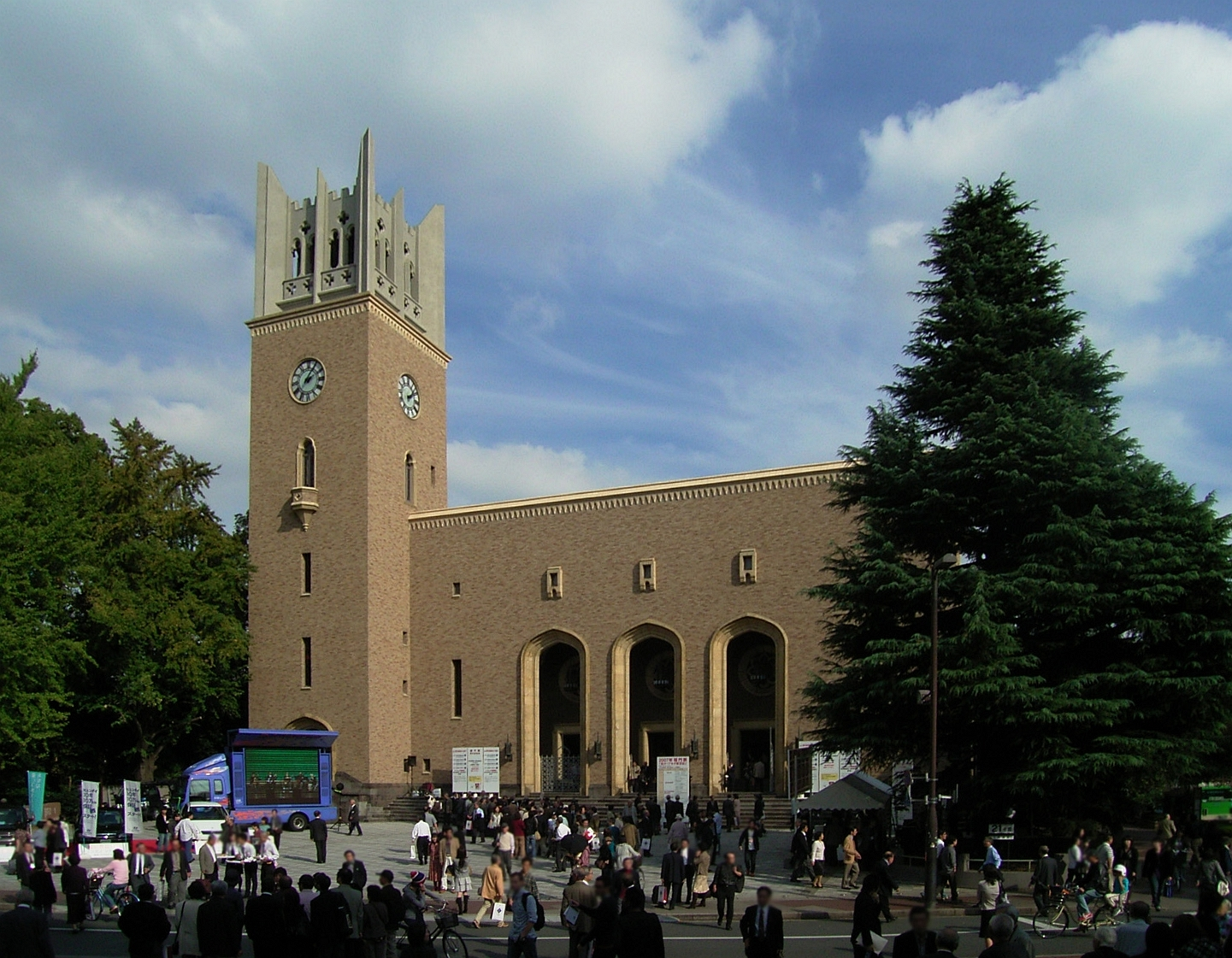
모교 와세다 대학교

1908년 15세에 일본으로 유학, 8개월간 일본어 공부를 하다가 야마구치현에 있는 소학교로 입학했다. 소학교 졸업 후 1909년 10월 만주 하얼빈에서 안중근이 이토 히로부미를 저격하였다. 도쿄 조선 공사관에서 파견한 시학관이 훈시 중 안중근의 의거를 모독하는 발언을 하자, 소년 장택상은 그것은 의병행위이지 어떻게 폭도행위인가 하며 규탄하자, 한인 학생들은 연단에 올라가 시학관을 끌어내리는 소동이 발생했다.
1910년 10월 한일합방 소식을 접하였다. 그러나 다른 누군가에게 속박당하는 것을 불쾌히 여긴 그는 자신의 회고에 의하면 '일본인들의 통제와 발굽 밑에 살아갈 수 있는 내 기질이 아니라'는 이유로 망명을 결심하였다.
두번째 부인 풍산류씨가 사망하자 공주김씨 김연식과 재혼했다. 그는 경성으로 상경, 경성부 수표동에 정착했고 해방 뒤에도 서울특별시 중구 수표동 91번지, 종로구 수표동 91번지에 살다가 생애 후반에는 서울시 영등포구 대방동 산 52-100번지로 이주했다.

#### 유학과 항일독립운동

##### 중국 망명과 유학
1910년 중국 상하이로 망명하였으며, 러시아로 갔다가 1911년 1월 17일 군항인 해삼위 블라디보스토크에 도착하였다. 항구에 내렸을 때 청년들에게 납치되었다. 장택상을 납치한 청년들은 그를 이상설에게 인도하였다. 그의 아버지 장승원의 벗이었던 이상설의 추천으로 러시아의 호텔에서 투숙하였다. :45~46 이상설은 러시아 페테르부르크에 있는 이갑에게 보내는 소개 편지와 추천장, 여비를 주어 페테르부르크로 보냈다. :48이상설의 권유와 주선으로 그는 영국행을 택하여 고생을 무릅쓰고 영국으로 향하였다. 페테르부르크에 도착, 이갑이 입원한 병실에 도착하여 이갑과 안병찬을 만나 2개월간 지내며 이갑의 투지와 항일투쟁 내용을 전수받았다. 병중이었던 이갑은 독일 베를린 대학에서 공부하는 김중세에게 소개장을 써서 주고, 문병하러 온 러시아인 판사에게 출발 편의를 부탁해 주었다. :49
이갑은 떠나는 그에게 러시아인 판사 안씨를 잘 따를 것과 독일에 도착하면 안창호 선생을 만날 것과 대성하여 큰 일꾼이 되어줄 것을 주문하였다. 작별 시 이갑의 뜨거운 눈물에 감격하였다 한다. 1966년에 쓴 자신의 회고록에서도 장택상은 나는 지금도 그 광경을 기억하면 눈시울이 뜨거워지는 것을 금치 못한다고 회상하고 있다.

##### 안창호와의 만남

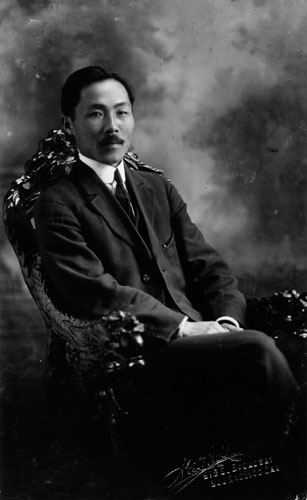
도산 안창호. 장택상은 유학 중 만난 그에 대해 강한 인상을 받았다.

러시아 교포 안 판사의 부탁을 받은 러시아 여성에 의해 여비를 루블으로 환전한 뒤 베를린역에서 헤어졌다. 이갑이 소개한 유학생 김중세를 만난 뒤 이갑의 추천장을 들고 독일에 도착, 안창호를 처음으로 만나게 된다. 안창호는 장택상을 비롯한 여러 유학생들과 만나 토론, 담론하였다. 담론 중에도 안창호는 학생들에게 반말을 하지 않았고, 문제를 질문할 때는 스스로 의문을 품고 답하게끔 유도하였다.
안창호와 시국과 사물, 철학에 대한 담론을 들으면서 논리력과 웅변력을 키우는데 노력하였다. 안창호와의 토론과 그 가르침에 감화받은 장택상은 안창호를 "만약 조국이 독립한다면 대통령감인 분이신데 그만 광복을 못 보고 돌아가셨다"며 한탄하기도 했다.
독일을 경유, 영국에 도착하여 영국에 유학, 1919년 에든버러 대학교 경제학과에 입학하였다. 그러나 곧 중퇴하였다.

##### 임정 구미위원부 활동
1919년 파리강화회의 당시 그는 임정 구미위원부 한국인대표단 이관용(李灌鎔)의 수행원 신분이었다.
영국에서 체류하는 동안 장택상은 집안에서 보내주는 학비 외에 노동과 아르바이트로 학비를 조달했다. 한때 청구회 회장을 지내기도 했다. 1918년 미국 대통령 우드로 윌슨이 민족 자결주의를 발표했고, 그는 국제사회의 이상주의 대로 독립이 가능하리라 믿었다. 윌슨의 민족자결주의의 영향을 받은 한국의 독립운동가들은 프랑스의 파리에 대표부를 설치하고 파리강화회의를 열던 프랑스와 열강에게 조선의 독립을 청원해줄 것을 요청하였다. 파리위원부와 구미위원부의 지도자들은 유럽에 유학중인 한인 청년들에게 미국에 집결해줄 것을 호소하였다.
그는 김규식의 파리위원부의 일을 도왔으나 파리강화회의에서 조선의 문제는 상정되지 않았다. 그는 실망했고, 크게 낙심한 김규식은 청년들을 이끌고 미국으로 건너갔다. 이때까지만 해도 그는 이상주의자였으나 이상론을 버리고 외교독립론자로 변화한다.
25세에 파리위원부 위원들과 함께 미국에 건너갔고, 미국에서 이승만, 조병옥 등과 함께 구미외교위원회 위원으로 활동하다가 1922년 29세때에 영국에서 출발, 귀국하였다. 1919년 8월 미국 필라델피아에서 인쇄업을 하던 서재필이 뉴욕시에 도착하여 한국인 유학생들을 모아 사회를 봤고, 조병옥도 참석하였는데 이때 처음으로 조병옥을 만나게 됐다 한다.
가담한 고학생자조단체(苦學生自助團體)인 이른바 갈돕회에 가담했다가, 1923년 1월 4일 국일관에서 발생한 갈돕회사건에 연루되기도 했다. 그 뒤 일본을 방문, 1929년 일본 도쿄에서 김준연을 만났다. 귀국 이후에는 주로 이권용(내무부장관을 지낸 이순용의 형), 김성수, 장덕수, 조병옥 등과 만나 교류하였고, 수표동의 그의 집, 혹은 계동의 김성수의 집에서 주로 모였다.

##### 청구구락부, 흥업구락부 사건으로 피체
그의 집안은 조선의 손꼽히는 거부집안의 하나였다. 그는 총독부 당국에 반하여 임정의 구미위원부 등에서 활동했음에도, 영국 에든버러대학에서 유학을 마치고 돌아올 때 조선총독이 마중을 나갔을 정도였다. 그는 귀국 후에도 비밀리에 항일운동을 계속 하였고, 주로 임시정부와 미국 구미위원부 쪽 독립운동가들에게 비밀리에 독립운동 자금을 송금해주기도 하였다. 그밖에 그는 고학생 갈돕회와 여자고학생상조회에 주기적으로 쌀과 기탁금을 후원하였다.
그는 조선총독부에서 각종 사회단체에 참여해달라는 권고를 받았지만 모두 거절했다.
대외활동을 자제했지만 기생집에 출입했던 그는 본부인 김연식 외에 이유앵(李柳鶯)이라는 기생첩을 두기도 했다. 기생 출신 첩인 이유앵은 서울 동대문에 살았다.
1925년 6월 형 장길상에게 돈 300원을 빌렸다가 갚지 못한 경기도 고양군 벽제면 성석리 114번지에 사는 이수철(李秀喆)을 사람을 시켜 잡아다가 집에 감금한 뒤 구타했다. 이는 그대로 6월 25일자 동아일보에 보도되었다.
1930년 6월 12일에는 두 형인 장길상, 장직상이 설립한 경일은행 상무에 임명되었다. 1935년 상무직을 그만두었다. 장택상은 해외에서 항일 독립운동에 참여했고 그의 형제들도 무장독립군에 군자금을 보내주었다. 1934년 6월 17일 동아일보에 칼럼을 기고하다. 기고한 칼럼에서 그는, 추사 김정희를 일컬어 "조선은 고사하고 극동 대륙에 유일무이하고 한자가 발생된 이후에 처음 보는 능서가(能書家)"로서 그의 "서법은 조선 산천과 같다"고 하였다.
고미술품 수집가이기도 했던 그는 1935년 6월에 발행된 '조선고적도보' 제15권에는 그의 도자기 8점이 수록되기도 했다. 1937년 3월 잡지 조광(朝光)의 기자와 인터뷰를 하였다. 그의 인터뷰 기사에서 창랑은 "선생의 가지신 자기는 몇 점이나 됩니까"라는 기자의 질문에 "네 한 천여 점 됩니다. 그중에 쓸 만한 것은 삼백여 점밖에 되지 않습니다"라고 대답했다.
1938년 다시 흥업구락부 사건에 연루되어 조사받았다. 그러나 윤치호에 의하면 그는 흥업구락부내 기독교계 인사들에게 영향을 주었으며, 사적으로도 자신의 인척인 신흥우를 싫어하여 뒤에서 비난했다고 한다.

#### 일제 강점기 후반

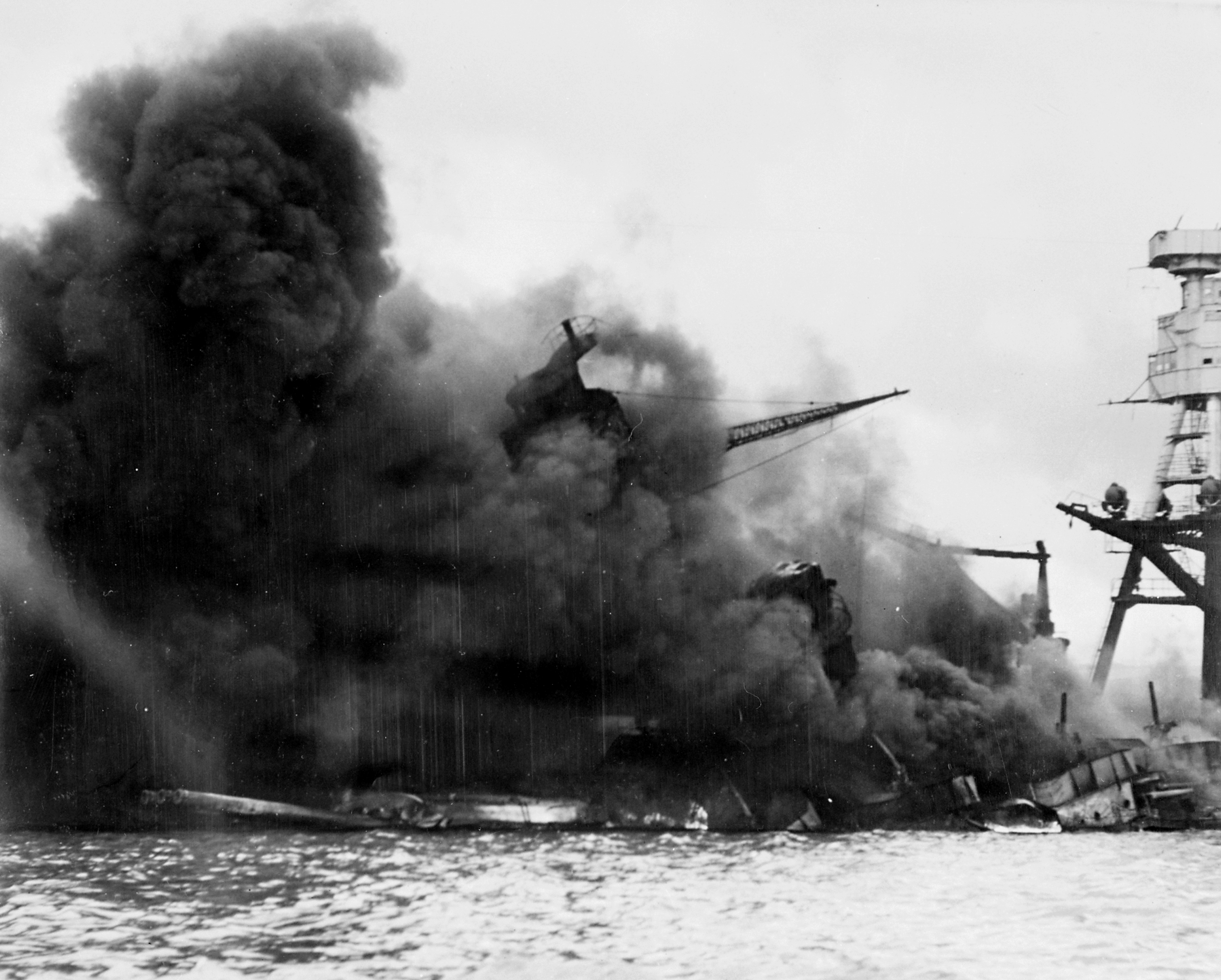
태평양 전쟁

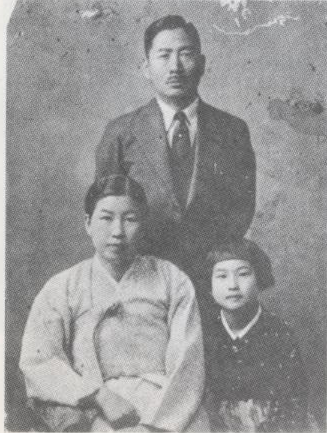
1940년 가족 사진, 뒷줄에 서있는 이는 장택상, 앞줄 왼쪽에 앉은 이는 아내 김연식, 오른쪽에 앉은 이는 딸 장병혜

1938년 청구구락부 사건(靑丘俱樂部事件)으로 총독부 일경에 의해 투옥되어 고문을 받았다. 석방 후 그는 비밀리에 독립운동가들에게 자금을 지원해주기도 했고, 일본으로부터 요시찰 인물로 지정되기도 했던 것이다. 1938년 3월 10일, 안창호가 경성대학병원에서 사망하자 장택상은 일본 경찰의 감시와 위험을 감수하고 아내 김연식을 동반하고 안창호의 장례식에 참석하였다.
석방 후 수표동의 사저에 은거하였다. 연희전문학교 교수를 그만두고 하숙을 하던 조병옥이 궁색한 차림으로 그를 찾아왔으나 그는 조병옥을 돕지 않았다. 그는 아내로부터 '당신은 몇천 석을 하면서도 친구 외투 한벌 못해 입히느냐.'고 타박을 받기도 했다고 한다.
요시찰 인물로 분류되었던 그는 1940년 이후 창씨개명을 거절하고 고향에 칩거하였다. 1942년에는 송진우, 김성수, 여운형 등과 '미국의 소리 단파방송'을 청취하기도 했다. 이후 그는 송진우, 안재홍, 여운형 등과 함께 공공연히 일본의 패망을 주장하기도 했다.

### 광복 직후의 정치활동

#### 광복 직후
1945년 7월 향리인 경상북도 칠곡군 오태동에서 은거하다가 8월 15일 8·15 해방이 되자 상경하였다. 해방 직후 그는 주소지를 경상북도 칠곡에서 서울시 중구 수표동 91번지로 옮겼다.
1945년 8월 16일 칩거하고 있던 경북 칠곡에서 동아일보 김성수 사장의 '급히 상경'의 전보를 받고 서울로 올라와 계동의 김성수 집을 향했다. 그러나 가던 길에 안국동 로터리에서 장택상은 친구였던 이만규를 만났다. 이만규는 '오오 창랑! 잘 만났네. 그렇지 않아도 자네를 찾던 중일세. 우리 어서 몽양댁으로 가세.'라고 했으나 '나는 선약이 있으니 다음날 만나세.'라며 거절하였다. 이것이 장택상과 이만규가 서로 다른 길을 걷게 되는 갈림길이었다. 이때 그는 송진우로부터 국민대회준비회(國民大會準備會)에 참여해 달라는 부탁을 받았다. 동시에 이만규, 여운형 등으로부터 건국준비위원회에 참여해달라는 권고를 받았으나 모두 거절하였다. 이후 9월 16일 송진우 등과 국민대회준비위원회를 창설하였다. 같은 날 그는 국민대회준비위원회의 외교부장에 선출됐고, 군정청 물가조정위원에 위촉되었다.
이후 그는 쓰촨성 충칭에 있는 대한민국 임시정부를 정식 정부로 봉대해야 된다는 견해를 반복하며 좌파에 맞섰다. 9월 2일 미군이 진주하고 미군정이 선포되자 그는 미군정 서울특별시청 상임고문에 선출되었다.
9월 16일 장택상은 조병옥, 윤보선, 김도연, 김준연 등과 한국민주당의 결성에 참여하였다. 장택상은 외교부장에 선출되었다. 그러나 그가 수도경찰청장, 경기도경찰부장 등으로 있으면서 한민당 활동에 소홀하였고, 46년 이후 이승만의 측근으로 활동하게 되면서 한민당을 탈당하게 된다. 이것 오류이고 악의적 표현입니다. 1945년 12월 30일 한국민주당 초대당수 송진우 암살이후 구심점이 사라져 흔들리게 됩니다. 한민당은 1947년 이후 과도입법의원에서 적극적으로 활동하였습니다. 과도입법의원은 1947년 친일파 처리문제, 토지개혁 등을 내용으로 하는 법안을 심의하였는데, 한민당은 법안 심의과정에서 보수적인 입장을 표명하였습니다. 즉, ‘附日協力者 등에 관한 특별법률안’과 ‘토지개혁법안’에 대하여 반대하였고, 결국 양 법안은 보류되었습니다. 普通選擧法의 제정과 관련해서 한민당은 25세 이상의 사람들에게 선거권을 주어야 한다고 주장함으로써 진보적인 입장의 젊은층들이 선거에 참여할 수 없도록 하는 방안을 제기하기도 하였습니다. 이런 시국에서 1946년 이후 소위 한국민주당 비주류파의 탈당이 있게됩니다. 그러나 장택상은 이때 한민당을 탈당하지 않았고, 이승만이 자유당을 설립할때 장택상과 조병옥의 갈등을 이용해서 장택상이 자유당에 합류합니다. 조병옥과 장택상은 어려서부터 친구였고 미군정때 경찰권을 넘겨받은 한국민주당의 발기인이었으나 경찰직 수행과정에서의 충돌로 인간적으로 갈등을 가지게 됩니다.

#### 경찰관 활동

##### 군정청 경찰관 임명과 친일경찰 채용

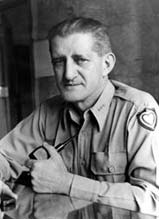
미군정청 사령장관 존 하지

10월 2일 미군 주둔 이후 영국에 유학하여 교육받은 경력과 영어에 능통한 점을 인정받아 미군정의 수도경찰청 청장에 천거되었으며 1945년 10월부터 1948년까지 수도경찰청장을 역임하였고 1945년 10월 15일 대한승마협회 초대회장에 선출되었다. 1946년 1월 경기도경찰부장이 되었다.
10월 12일 미국에서 이승만이 귀국, 이후 그를 적극 지지하였다.

조병옥, 장택상과 그는 서로의 업무 능력을 신뢰하였다.

친일파 경찰의 채용은 경무부장 조병옥과 수도경찰청장 장택상에 의해 추진되었다. 일제강점기에 그를 고문하던 형사가 있었다. 수도경찰청장에 취임한 후 자신을 고문하던 경찰관들이 부하로 만나게 되었다. 그들은 보복을 염려하였으나 장택상은 보복하지 않고 그때가 때이니만큼 어쩔수 없었다며 직무를 수행하는 열의는 대단했다고 치하하였다. 나아가 자기 직책을 완수한 것은 어느 때나 높이 평가해야 한다며 일계급을 특진시켜서 경찰관들의 사기를 돋우기도 했다.
조병옥과 장택상의 친일경찰 채용 소신이 드러난 것은 1946년 1월에 있었던 서울시내 8서장 임명이었다. 서울시내 8개 경찰서의 서장으로 새로이 임명된 이들은 모두 전직 일제 경찰관들이었다.
장택상과 조병옥은 서로 상대방의 업무능력을 인정하였고, 최능진이나 김규식 등이 군정청 경찰 치안을 공격할 때는 서로를 극구 변호하기도 했다. 그러나 개인적으로는 사이가 별로 좋지 않았다.
그러나 원래부터 조병옥과 사이가 나쁘지는 않았다는 진술도 있다. 당시 군정청 경찰에 근무하던 박병배에 의하면 '원래 창랑 선생과 유석 선생은 인간적으로 볼 때 남이 부러울 정도로 더할 나위 없는 다정한 친구였다. 그러나 두 분의 성격상의 차이를 역이용한 일부 부하들의 아첨은 패권 다툼의 양상을 띠어 수십년에 걸친 두 분의 우정을 그대로 두지 않았다.'고 회상하였다.

##### 임시정부 지지와 철회

상해 비행장에 내린 임정요인들이 공항에서 환영나온 교민들과 기념사진

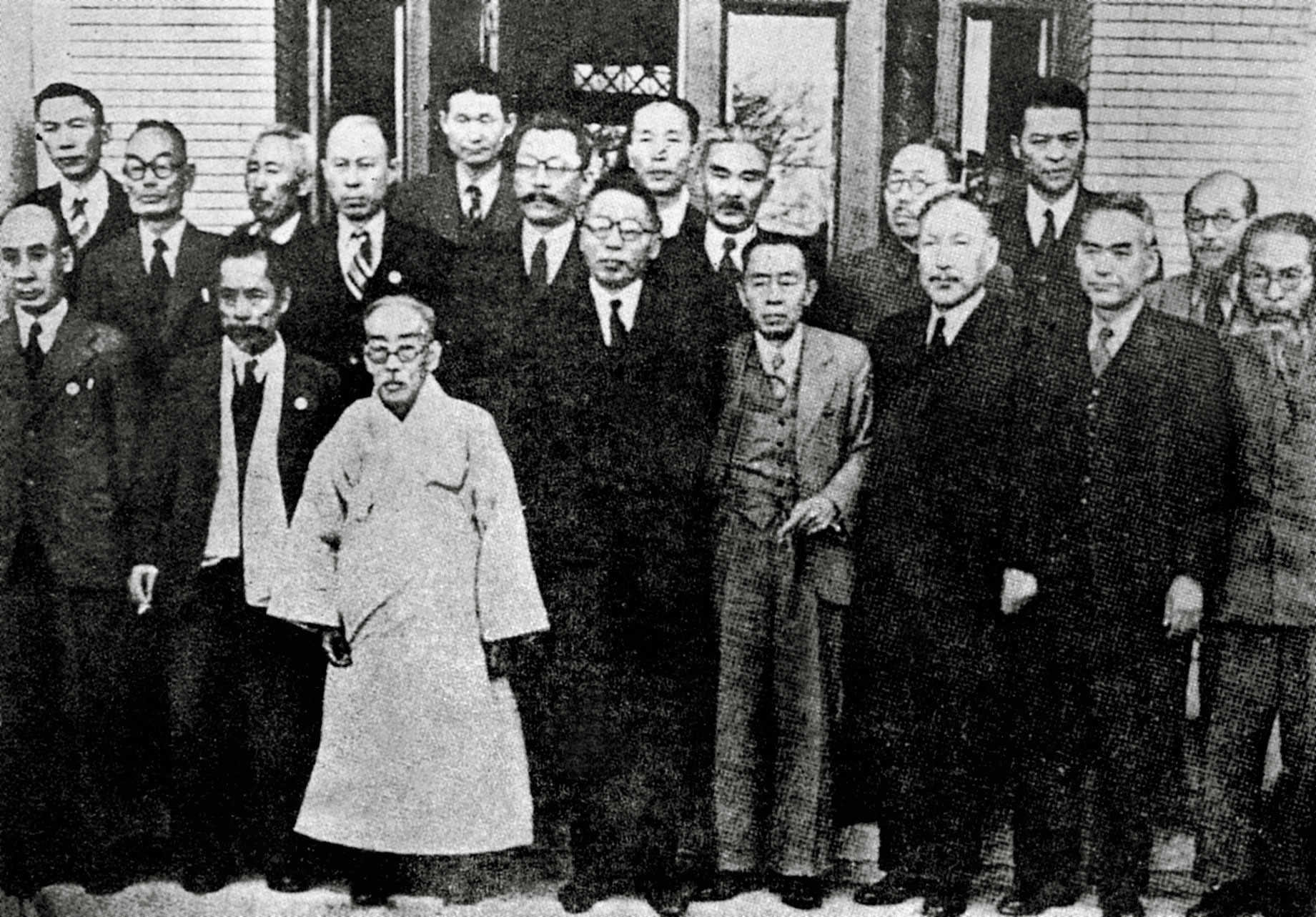
1945년 12월 3일. 임시정부요인 귀국기념 사진.

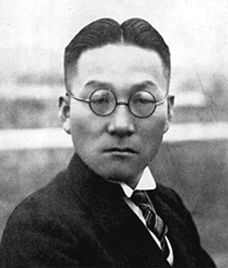
선배이자 오랜 친구인 송진우

1945년 11월 대한민국 임시정부와 임정 요인들이 귀국할 때 장택상은 전폭적 지지환영을 하여 김성수·송진우·조병옥·김준연·백관수 등과 함께 임시정부 주석 김구를 방문하였다. 오후 3시에 경교장에 도착하자 경비원 5, 6명에게 제지당하였다. 83 경비원들은 문밖에서 기다리라 하였으나 감감무소식이었고 장택상과 일행은 3시간 동안 영하 15도의 혹한에서 경교장 정문 밖에서 기다려야 했다 한다. :84 임시정부 인사들의 고자세에 반발한 장택상은 김구를 이후 부정적으로 보게 됐다. 또한 우익 청년단원들이 미군정 경찰청에 감금당했을 때는 김구, 김성수, 조소앙, 신익희 등으로부터 석방하라는 전화를 계속 받으며 장시간 전화 통화에 시달림당하기도 했다.
1945년 12월 2일 장택상은 환국지사후원회를 국민대회 준비회 대표 송진우와 함께 임정요인들을 예방하면서 후원회 기금 900만원을 전달하였다. 12월 29일 새벽의 반탁운동의 방향에 대한 경교장 모임에 참석했다. 경교장 회의에서 송진우는 미군정에 대항하면 무력 충돌이 발생하거나 정권이 돌아가지 않을 것을 경고하고 무력 충돌은 자제해줄 것을 촉구했다. 12월 30일 새벽 2시 송진우와 함께 돌아가던 길에 같이 밤을 보내자는 송진우의 요청을 거절하고 수표동의 자택으로 되돌아갔다. 새벽 6시 송진우가 원서동 자택에서 한현우, 유근배 외 5명의 청년에게 피살당했다는 소식을 듣고 서울 원서동의 송진우 자택으로 찾아갔다.
송진우의 빈소에서 그는 송진우의 원수를 갚을 것을 다짐했는데, 이후 그는 임시정부 측을 부정적으로 보게 되었다. 이후 신탁통치 반대운동을 두고 미군정과 임시정부가 충돌하자 조병옥과 함께 양측 사이에서 조절, 중재하였다.

##### 경찰관 활동

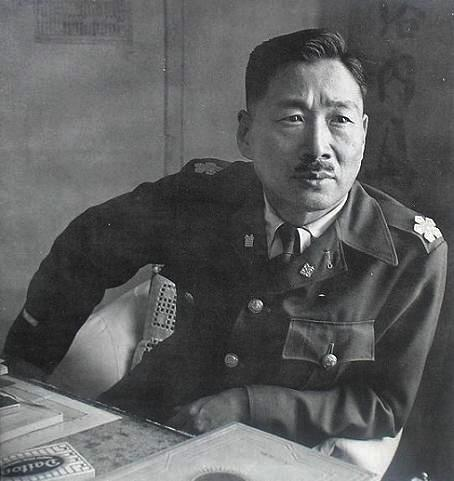
장택상, 경기도경찰청장 시절

1946년 1월 그는 김구, 이승만을 찾아가 군정청 내에서의 입지 약화를 이유로 과격한 반탁 행위는 자제해줄 것을 촉구하였다.
1946년 1월 19일 새벽 4시경 장택상이 직접 이끄는 경찰이 서울 삼청동에 있는 학병동맹회관을 습격해 총기를 난사하면서 체포하는 과정에서 3명의 학병동맹원이 사망하였다. 학병동맹원의 사망 사건으로 그는 좌파측과 수시로 마찰하게 되었다.
군정청 사령장관 존 하지는 이승만과 김구를 꺼리고 상대적으로 온건한 김규식과 안재홍, 김성수를 신뢰하게 되었다. 군정청에 근무하던 그는 이승만의 열렬한 지지자였지만, 이승만과 김구로부터 진의를 의심받기도 한다.
1946년 경기도경찰청 경찰부장 거쳐 제1관구 경찰청장을 지냈다. 제1관구 경찰청장이 된 이후 그는 정판사 위조지폐 사건의 수사를 담당했고, 이를 남조선로동당의 일망타진 기회로 삼는다. 5월 15일 제1관구 경찰청장 장택상은 위조지폐 사건에 대한 수사결과를 발표하였다. 46년 8월 18일 좌파 검거선풍이 지난 지 일주일이 지난 뒤, 장택상은 신문 기자단에게 그 검거 이유를 밝힐 수 없다고 대답을 흐렸다.(남로당이 선동한 것이라고 했지만 아무 증거도 찾을 수 없었다.) 한편 조선정판사 사건 이후 좌파에 대한 대대적인 탄압을 가하면서 그는 좌파측으로부터도 공격, 증오의 대상이 된다. 이후 그는 반탁관련 극우 단체와, 학병동맹원과 조선정판사 사건을 계기로 좌익 단체 양측으로부터 공격 대상이 된다.

##### 조선정판사 사건
그해 5월 정판사 위조지폐 사건을 계기로 수도경찰청장 장택상은 박헌영, 리승엽, 리강국, 김순남 등에 대한 체포령을 내렸다. 그러나 장택상의 큰딸 장병민(張炳敏)과 사위 채항석(蔡恒錫)은 조선공산당 당원이라 이 정보를 사전에 감지해 김순남에게 알려주어 이들은 지하로 잠적할 수 있었다. 채항석은 청주고보와 동경제대 경제학부를 졸업하고 당시 산업은행 계리부장으로 있었다.
1948년 장녀 장병민과 사위 채항석 부부는 동숭동 이층양옥에 살았는데, 이 집이 한동안 지하 남로당 본부 아지트가 되었다. 그 뒤 48년 4월 조소앙, 장건상, 홍명희, 박헌영, 김원봉, 여운홍 등과 김구, 김규식 등이 남북협상차 38선 이북 조선으로 올라갈 때 장병민 내외도 함께 월북하였다. 장녀의 월북 사건은 이후 그의 정치활동 당시 정치공세 소재의 하나로 활용된다. 박헌영의 비서 박갑동( 朴甲東)에 의하면 장병민 부부는 1953년 남로당 숙청 사건 이후 박헌영 등과 함께 체포되어 토굴에 감금당했으며, 혹설에 굶어죽었다고 한다.

##### 김규식과의 갈등
한편 존 하지는 장택상과 조병옥에게 김규식을 도울 것을 요구했지만 그들은 거절했다. 특히 장택상은 대놓고 거절하였다. 이에 김규식은 장택상에게 악감정을 품게 된다. 1946년 6월 경 하지 장군이 통역관 이묘묵을 통해 수도청으로 전화를 걸어 하지 중장이 할 얘기가 있으니 곧 들어오라는 것이었다. 사령관실에 들어서니 하지 중장은 파이프를 입에 물고 있었으며 장택상이 앉자 김규식을 지지하라고 강요했다.
| “ | 중요한 문제가 있어 오늘 장 총감을 불렀소. 다름 아니라 앞의 정책을 의논하자는 것이오. 지금까지 미 국무성에서는 이승만 박사를 지지해 왔는데, 이제부터는 좌우 합작을 위하여 중립적인 김규식 박사를 지지하기로 바꾸었습니다. 장 총감도 앞으로는 김규식 박사를 지지하는 방향으로 일을 해주기 바라오. | ” |

그러자 장택상은 '이러한 그의 언사야말로 나로서는 도저히 받아들일 수 없는 제안이었다.'라며 지체 높은 사령관의 말을 제가 감히 어떻게 거역하겠습니까? 그리고 지금 그 말은 오히려 늦은 감이 있지만 참 잘하셨습니다. 잘 알았소 하고는 비꼬는 투로 말하였다. 그리고는 안주머니에서 봉투 한 장을 내어 그에게 주었다. 하지는 이게 무어요 하고 의아스럽게 물었다. 그러자 장택상은 펴 보시면 알 것 아닙니까? 하고 퉁명스럽게 말했다. 그 봉투 속에 있는 것이 사표임을 알자 그는 얼굴이 굳어지더니 언성을 높여 "당신이나 조 부장이나 다 나쁜 사람이오."하면서 심한 욕설까지 했다. 장택상이 하지의 방을 나와서 조병옥을 만나 보았더니 그도 하지의 그같은 제의를 받고 사표를 냈다는 것이다. 이러한 일이 있고 난 뒤부터 하지는 두 번 다시 김규식 박사를 지지하라는 말을 하지 않았다.
군정의 좌우 합작 정책에 따라 두드러지게 된 사람이 김규식이었다. 그러나 김규식은 당시 치안의 책임을 지고 있던 조병옥과 장택상이 여전히 이승만을 지지하는 데 대하여 몹시 못마땅하게 생각하고 있었다. 하루는 장택상이 김규식을 만났다. 김규식은 장택상에게 "장 총감은 이제 사표를 내는 것이 어떻겠소? 그렇지 않아도 곧 갈리게 될 터인데?" 라고 말하였다. 이 말을 듣고 장택상은 하지 중장이 김규식에게 무슨 말을 하였을 것이라고 생각하여 하지 중장을 만났다. 그리고 하지 중장에게 이러한 이야기를 하였더니 하지는 "당신과 조 부장은 우리 국무성에서 절대 신임하고 있는 사람인데 어찌 일개 사령관인 내가 마음대로 할 수 있겠소?"라고 대답하는 것이었다. 고 하였다. 장택상은 '우리가 김 박사를 지지하지 않는 데는 적이 불만을 가지고 있던 하지 중장이었다. 그러나 우리를 다른 인물로 갈아치운다면 치안을 유지하기가 어려우리라는 사실을 구는 잘 알고 있었다.'고 했다. 한편 김규식은 장택상더러 사퇴하라는 압력을 가했지만 장택상은 묵살해버렸다.

##### 경무총감실 부총감 겸 수도경찰청장
1946년 9월 1일 경무총감실 부총감 겸 수도관구 경찰청장이 되었다. :80 수도경찰청장으로 부임한 후, 경찰전문학교장 전봉덕(全鳳德)과 함께 태권도인 이원국을 찾아가 경찰전문학교에서 훈육할 것을 권유하여, 영입, 경찰전문학교에서 훈련생에게 당수도를 가르치게 했다.
그해 9월 철도 노조원들이 총파업을 하는 9월 총파업 사태가 발생했다. 9월 27일 그가 지휘하는 2천명 남짓한 경찰들은 농성하던 2천 철도노동자를 30일 새벽 2시에 공격했다. 그리고 '애국청년단'과 '대한노총'사람들이 농성장에 들어가 두명을 죽이고 1400여 파업노동자를 검거했다.
한편 서북청년단 해체 요구가 나오자 그는 강력하게 반발하였다. 1947년 3월 3.1절 당시 활동과 관련해 장택상은 서북청년단에 5만원을 지원하기도 했다. 1973년 문봉제는 증언을 통해 선우기성이 장택상에게 불려가 쌀 한 가마니에 해당되는 액수의 봉투를 받았다고도 했다. 한편 좌파와의 무력충돌에서 승리하자 장택상은 그들에게 특별히 잔치상을 차려주기도 했다.
47년 1월 그는 경무총감으로 승진했고, 수도경찰청장직은 계속 겸임하였다.

##### 경무총감 시절

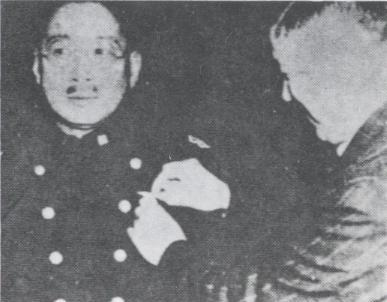
군정장관 러치로부터 표창장을 받는 장택상

1947년 1월 미군정 경찰총감인 장택상은 '예술을 빙자한 정치선전의 전면금지' 특별고시를 발표했다. 1월 30일 수도경찰청장 장택상 명의로 '앞으로 오락 이외의 정치나 기타 선전을 일삼아 치안 교란을 양성한 자는 포고령 위반으로 고발하야 엄벌에 처하겠다.'는 고시를 발표한다. 3월 3·1절 기념행사 중 좌우익이 충돌하는 '남대문사건'이 발생했다. 이때 장택상은 "우익 측에서 먼저 도전했으며, 남산 측에서는 비교적 평화로웠다."고 발표하였다. 그러나 곧 태도를 바꾸어 좌익이 미리 계획을 세워 우익이 도발하도록 유도했다 고 말을 바꾸었다.
1947년 5월 말 조병옥과 함께 우익 진영이 미소공위 파탄을 위해 관련자 암살을 계획중이며 첫 대상자로 꼽힌 인물은 여운형과 김규식, 허헌이었다고 보고하였다. 장택상은 또한 우익 진영에서 200여 종의 권총을 보유하고 있다고 주장했다. 반탁 운동에 비협조적이었던 점과 백의사의 암살 계획을 폭로하게 되면서 그는 우익 진영으로부터도 부정적인 시각이 나타나게 된다.
1947년 여름 여운형에 대한 테러 소식을 접하고 여운형의 집에 찾아가 전하였다.
"아, 나는 선생의 신상이 걱정되어 그럽니다. 요즈음 입수한 소식에 의하면 테러하겠다는 패가 어찌나 많은지...(이하 생략)... 오늘이라도 선생이 들어오시면 한동안 시골에라도 은거하라고 전하십시오."
그러나 여운형은 피하지 않았고, 곧 한지근 등 백의사단원이 쏜 총에 맞고 죽었다. 장택상은 여운형의 시신이 안치된 서울대 병원에 조문갔고, 그때 여운형의 큰딸 남구는 칼날 같은 소리를 질렀다. '우리 아버지를 죽인 자가 무엇 때문에 여기까지 나타났는가? 어서 썩 나가라.' 장택상은 아무 말없이 돌아서 나왔다. 8월 20일 좌익분자에 대한 전국적 검거를 발표했다.

#### 장택상의 김구 체포 사태
장덕수가 암살되자 장택상은 김구를 체포하려 했다. 장택상에 의하면 '설산 장덕수 암살 사건이 일어났을 때의 일이다. 수사가 진전됨에 따라 암살의 배후에 김구 씨가 직접 관련된 것은 아니지만, 적어도 백범의 지지파 내지는 임정측이 관련된 혐의가 있다는 것이 포착되었다. 그러므로 나는 경교장에 대한 수색 영장을 내려고 하였다.'고 했다.
장택상은 여차하면 김구의 소환까지도 검토하고 있었다. 이를 눈치챈 하지 중장이 이를 저지시키고 말았다. 장택상에 의하면 '그리고 이 사건을 군정 재판에 넘기고 말아서 우리(군정청 경찰)는 끝내 손을 못 대고 말았다. 평소 모든 사건을 매서웁게 처리하는 나의 성질을 잘 알고 있던 하지 중장은 혹 김구 씨에게 무슨 화가 가지 않을까 염려가 된 나머지 이와 같은 조처를 취하였던 것이다.'
장택상은 1946년 초 박헌영 역시 체포를 기도하였다. 장택상이 공산당의 박헌영을 직접 체포하려고 했을 때였다. 하지 중장은 미, 소의 공존을 꾀하던 당시 미 국무성의 정책에 따라 "만일 당신이 박헌영을 체포하면 국제적인 트러블이 일어난다."고 말하며 이를 막아버렸다. 하지는 장택상이 박헌영 근처에 접근하지 못하게 막았다. 한편 공산당에 경호원을 보내지 않는 대신 하지는 이를 박헌영에게 언질을 주고 대비하라고 하기도 했다.

#### 단정 수립 참여

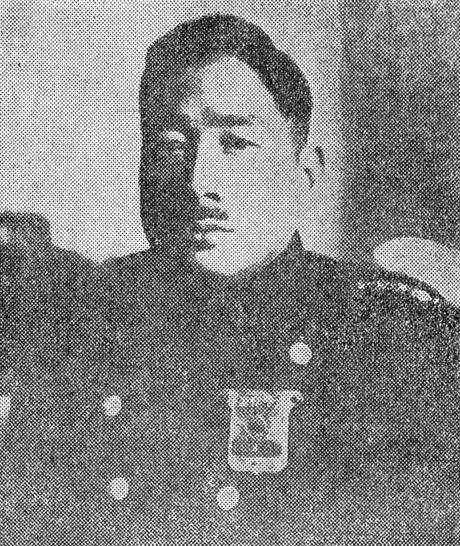
장택상, 수도청장 재직 당시

1948년 미군정청의 존 하지로부터 앞으로 수립될 정부 수반은 미 국무성이 김규식 박사를 지지하고 있으니 이승만 박사에게서 손을 떼라는 압력을 받았다. 하지의 압력을 받자 미군정청의 고용인이 아니라 정부가 수립될 터전을 닦는 일을 맡는다며 사령관이 어긋나는 조건을 제시한다면 사퇴하겠다고 응수하였다. :83 그는 조병옥과 함께, 김규식을 지지하는 군정청장 하지 중장을 설득하였다.
이후 장택상은 이승만의 단정 수립을 적극 지지하였다. 1948년 1월 24일 자택 근처에서 박성근을 포함한 청년 2명으로부터 수류탄 저격 받았다. 한편 수도청장으로 재직하던 어느날 국방경비대 병사가 그에게 담뱃불을 빌리자고 한 것을 건방지다며 뺨을 후려쳐 말썽을 빚기도 했다. 군정기간 중 장택상은 아서 러치 군정장관으로부터 미군정청 공로 표창을 수여받았다.

#### 테러 사건
수도경찰청장으로 재직하는 동안 장택상은 9회의 테러를 당하였다. :80 그는 타고난 체력과 운동으로 다져진 몸, 순발력 등으로 9회의 총격과 칼침, 수류탄 투척 테러 위기를 모면하였다.
1946년 11월 13일 오전 8시 30분경 자동차로 수도경찰청에 출근 중 을지로 2가 철길 앞에서 괴청년 두 명이 수류탄 2개를 던지고 권총을 발사하였다. 장택상은 자동차에서 뛰어내렸다. 차량 운전수 남씨는 괴한의 수류탄을 발로 밀어냈으나 유리창을 뚧은 총격에 경호원 1명이 사망하고 함께 있던 자녀들이 질식하거나 파편에 맞아 부상당하였다. 눈과 귀에 부상당한 장택상은 바로 성모병원으로 달려가 응급처치를 받았다. :81 암살자는 박성근(당 25세) 등이었다.
1948년 1월 24일 출근 길에 집 앞에서 괴한 2명의 수류탄 저격을 받았다. 그는 현장에서 재빨리 피신하였으나 경호원 2명과 마을 학생들이 부상을 당했다. 범인 중 1명은 체포되었다. :81 이 사건의 범인으로 박성근(朴聖根, 일명 임화)이라는 25살의 청년이 검거되었는데, 수도경찰청에서 노덕술의 지휘 하에 그를 고문하였다. 1월 29일 오전 3시에 고문후유증으로 박성근이 사망했다. 뒤에 밝혀진 바에 따르면 노덕술은 직접 곤봉을 들어 박성근의 머리를 무수히 난타했으며, 부하인 김재곤, 박사일 등을 시켜 실신 지경에 빠진 박성근을 3시간에 걸쳐 물고문하게 했다고 한다. 자기 조직의 우두머리를 죽이려 한 자에 대한 무한한 적개심에서 고문을 행했지만, 정작 피의자가 죽자 노덕술 등은 무척 당황했다.
이들은 사건을 은폐하기 위해 수도경찰청 2층에 있던 취조실 창문을 열어젖히고 “저놈 잡아라!”라고 소리치며 뛰어나가 박성근이 감시소홀을 틈타 도주한 것처럼 꾸미고는 사체를 한강으로 가져가 얼음구멍에 유기하였다. 후에 노덕술은 이 사건의 전말을 수도경찰청장 장택상에게 보고했는데, <동아일보> 1948년 8월 27일자 기사에 의하면 장택상은 오히려 노덕술 이하 이 사건을 담당한 14명에게 “그 직무를 충실하게 이행한 공로를 찬양하여 1949년 2월 5일 최고 2만 원에서 5천 원까지 특별상여금을 주었다”고 한다.
저격범이 사망할 무렵, 한 경향신문기자가 피투성이가 된 채 강원룡을 찾아갔다. 기자는 장택상 저격범 도주 관계 기사를 쓰면서 '장택상 저격범 도주'라고 표현했는데, 고의로 총감이라는 직책을 삭제했다는 이유로 심한 구타를 당하였다. 기자는 '저격범이 도주한 것이 아니라 고문 도중 죽고 말았으며, 자신이 항의의 뜻으로 일부러 총감이라는 직책을 빼버렸다'고 진술했다.

#### 제헌국회의원 선거 낙선

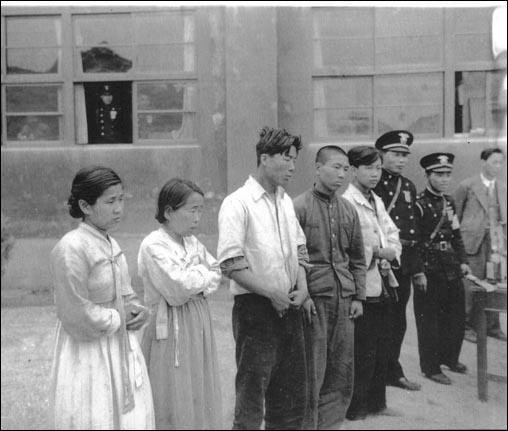
1948년 5월 30일 미군정청 법정에 선 죄수들, 맨 왼쪽은 장택상을 암살하려다가 종로에서 체포된 여성 공산당원

1948년 5월 10일 5.10 제헌국회의원 선거에 무소속으로 출마하였다. 선거 유세 중 부인 김씨와 유진산, 박일원(朴馹遠)을 대동하고 수표동에서 계동 선거사무실로 이동하던 중 괴한에게 권총 저격을 받았다. 부인과 유진산은 위기를 모면했으나 박일원은 총에 맞아 사망했다. 박일원은 본래 남로당 민청 위원장이었다가 장택상의 설득 감화로 전향하여 휘하에 두던 청년들 중 한 사람이었다. :93 이때까지 그는 서울시 시정고문직과 미군정 물가조정위원직을 맡고 있었다.
1차 암살 실패 이후 5월 중순 선거 유세 중 여성 공산당원들이 장택상을 암살하기 위해 유세중인 장택상에게 권총을 겨누었으나 실패하고 체포되었다. 이후 제헌 국회의원 총선거에서는 낙선하였다. 그 해 6월 1일 서울특별시 종로을구 보궐선거에도 무소속으로 출마하였으나 역시 낙선하였다.
7월 27일 아침 미 군정청 사령장관 하지를 방문하고 요담하였다.
1948년 8월 15일 정부 수립 후, 제1대 외무부 장관이 되었으며 정현모의 경상북도 도지사 취임으로 공석이 된 경북 안동군 을 국회의원 보궐 선거(1949년)에서 임영신과 맞붙었으나 패배하였다. 이 보궐선거에서 임영신은 장택상을 이겨 화제를 모았다. 임영신과 장택상은 서울에 주소를 둔 원정 출마에다 성(性) 대결까지 펼쳐 세인의 관심을 끌었다. 선거에서 낙선 후 그는 수도경찰청장으로만 활동하였다.

### 정치 활동

#### 정부 수립 활동

##### 초대 외무부 장관

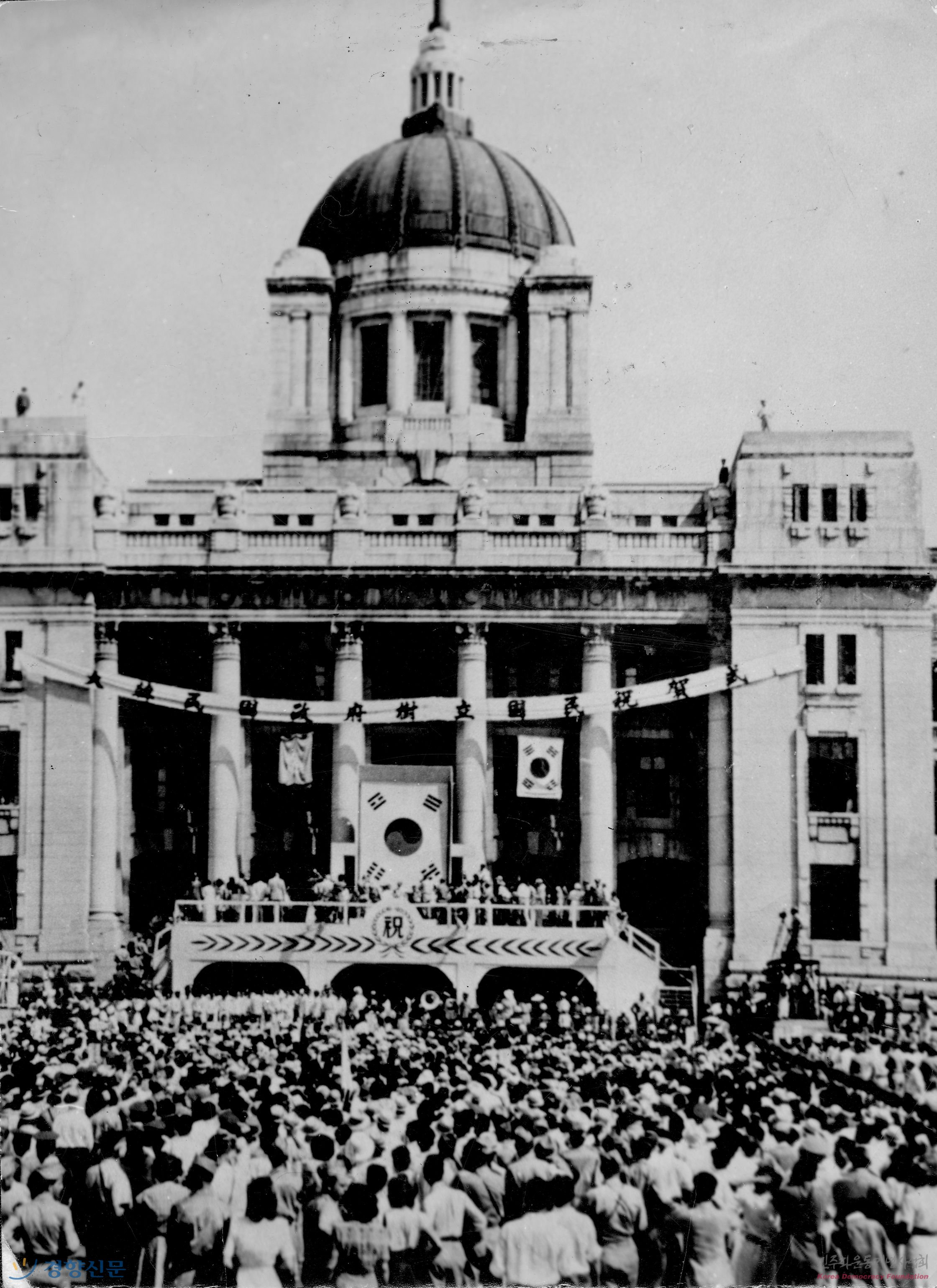
1948년 대한민국 정부 수립 선포식

8월 15일 대한민국 정부가 수립되자 초대 외무부장관에 선출되었다. 외무장관 당시 이승만이 지명한 인사를 중화민국 대사로 임명하는 것을 거절하였다. 추천된 인사가 중국측에서 보는 평판이 나쁘다는 것을 진언했다가 프란체스카 도너로부터 재추천 전화가 왔다. 장택상은 그의 전화를 "노(No)" 라며 끊어버렸다 한다. :9111월 이승만 대통령이 장택상에게 주영대사로 나갈 것을 권유하자 그는 사직서를 제출하였다. :91 이승만은 장택상의 끈질긴 반대에도 불구하고, 미군정 때 신한공사 총재를 지낸 정환범을 주중화민국 특사로, 일제 때 조선은행 간부를 지내 당시 상당한 재력을 가진 것으로 알려진 윤치창을 초대 주영국 공사로 임명했다.9월 후임자로 김태선(金泰善)을 추천하고 수도경찰청장직에서 물러났다. 1948년 12월 21일, 미국의 외교사절단 존 무초와 회담하였다.
48년 12월 외무부장관직을 사퇴하자, 이승만은 그에게 외국의 대사직을 추천했으나 그는 거절하였다. 대통령은 관료를 해외로 파견할 수 있지만, 국민은 함부로 외국으로 보낼수 없다는게 그의 이유였다. 그의 달변에 이승만과 조병옥은 모두 찬탄을 보냈다. 1949년 12월 19일 대한청년단 결성때 대한청년단 최고위원에 추대되었다. 한편 1949년 반민특위 당시 그의 형 장직상이 특위 재판에 서기도 했다. 그러나 장택상은 형의 반민특위 재판에 별다른 개인 입장 표명을 나타내지 않았다.

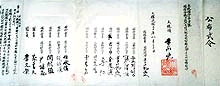
1948년 8월 30일 공표된 대한민국 대통령령 제1호
대통령 이승만의 수결 서명 왼쪽 세 번째 항목, 각료명단 맨 오른쪽에서 두 번째에 장택상의 자필 서명이 보인다.)

48년 8월 10일 내무부 장관 윤치영은 경찰기구 재편에 대한 담화를 발표하였다. 이후 윤치영은 경찰권을 장악하려고 했으나 윤치영의 바람과는 달리 경찰 중앙집중화는 실현되지 못하였고, 중앙경찰청 산하 지방경찰청 체제로 정착되었다.
윤치영이 경찰을 장악하려 하자 이미 경찰권을 장악한 장택상, 조병옥 등은 반발했고, 수시로 갈등, 마찰하는 원인이 된다. 윤치영이 일제강점기 당시 경찰관으로 있던 자들을 등용했다며 경찰청을 공격하자, 조병옥은 Pro-jab과 Pro-jap(일본)은 구별해야 된다는 논리로 맞섰다. 내각 조각 때부터 윤치영과 알력을 빚던 장택상은 조병옥의 손을 들어주었고, 내무부의 경찰권 장악은 실패로 돌아간다. 1948년 10월 9일 여순 사건이 발생하자 그는 사태의 추이를 관망한다.

##### 개각과 국회의원 출마
1948년 12월 24일 개각 때 주영국공사관 특사로 임명되었다. 그러나 그는 주영특사직을 거절하고 국회의원 보궐선거에 출마한다. 주영특사를 사퇴한 그는 앞으로는 정계에 투신하여 진정한 민주건국에 헌신하겠다고 하여 출마를 선언했다.
주영특사 임명 운운은 신문지를 통하여 보았을 뿐 아직 교섭을 받은 일도 없다. 만일 교섭이 있을 시라도 나는 이를 사퇴할 것이며 앞으로는 정계에 들어가 민주건국에 힘쓸 각오이다. 그리고 친구들의 권고에 의하여 安東 보결선거에 입후보하게 되었으니 많은 협력이 있기를 바란다.

이후 이승만이 사람을 보내왔으나 취임하지 않겠다는 의사를 밝히고 종로구에 출마하였다. 그러나 6,792표를 받아 3위로 낙선하였다. 종로 보선 출마 당시 그에 대한 유권자들의 시선은 냉담하였다 한다.
서울 보선 때 그가 명륜동 어느 집에 가서 문을 두드렸다. 그 때는 선거법에 호별 방문이 허용되어 있었으며 이것이 가장 효과적 :92이었다. 그 집에서는 어느 젊은 부인이 나왔다.

- 장택상: 이번에 입후보한 장택상이올시다. 잘 부탁합니다.
- 부인: 전의 수도청장이시죠? 선생이 입후보하시기에는 아직 시기상조가 아닐까요? :93

장택상을 물끄러미 쳐다보던 여인은 한마디 내뱉고는 문을 꽝 닫고 들어섰다. :93 이후 이승만과의 간극을 간취한 북조선에서는 과거 북으로 넘어간 친지를 밀파하여 조선민주주의인민공화국 내무상을 조건으로 내건 가족 동반의 월북 권고가 있었다. :93 그러나 그는 내 조국은 대한민국이라며 월북 권고를 거절한다.
패배로 끝난 두 선거를 치른 후 장택상은 별장인 월파정에서 두문 불출, 1년 동안 독서 생활을 하는 한편, 현실 정치와 인간의 염량 세태를 뼈저리게 맛보았다. :94 1949년 6월 테러 후유증으로 병원에 입원해 있었다.
1950년 5월 30일 제2대 국회의원 총선거에 무소속으로 출마하여 경상북도 칠곡 선거구에서 제2대 국회의원에 당선되었고 6월 19일 제2대 국회 개원될 때 국회의장에는 신익희가 피선되었고, 장택상은 조봉암·김동성과 함께 공동 부의장에 선출됐다.

##### 국회부의장 재임과 한국전쟁

1950년 9월 초, 맥아더 장군의 인천 상륙을 앞두고 유엔에서 장면 대사와 장택상 대표가 워렌 어스틴 미국 유엔 대표와 긴밀하게 상의하고 있는 모습.

이어 탄핵재판소 의장에 피선되었고, 1950년 미국에서 열리는 유엔 총회에 한국대표로 참석하여 해리 S. 트루먼 미국 대통령을 면담하였다. 1950년말, 프랑스 파리에서 열린 제5차 유엔 총회에 한국 대표단으로 선발되어, 임병직(단장, 정부 대표), 장면, 김동성(국회 대표), 임영신과 함께 미국으로 건너갈 당시 조봉암에게 가족문제를 부탁하였고 조봉암은 그의 부탁을 흔쾌히 수락하였다. 그의 인간적 신뢰에 조봉암은 감격하여 눈물을 흘리기도 하였다. :97 한국 전쟁 당시 미국 체류 중 전쟁소식을 접하였다. 총회를 마친 뒤 그는 부산 임시수도로 귀환하였다.
대학교 2학년에 재학 중인 김영삼은 서울특별시 명동 시공관에서 있은 정부수립기념 웅변대회에 참가하여 2등을 차지, 외무부 장관상을 수상했다. 당시 외무부 장관은 장택상이었다. 김영삼에게는 장택상이 처음 직접 대하는 거물 정치인이었고 장택상은 곱상하고 총명한 청년을 마음에 두게 되었다. 2대 민의원 선거때에 장택상과 가까워지게 되었다. 제2대 민의원 선거에 출마할 결심을 한 장택상은 서울대학교 문리대 교정으로 지프차를 보내 김영삼 학생에게 선거 도움을 요청해 왔다. 김영삼은 서울대 동료 20여 명과 함께 경북 칠곡으로 내려가 이때부터 40여 일간을 장택상과 침식을 함께 하며 찬조연설을 하는 등 장택상의 당선을 위해 노력하였다.
김영삼이 6·25 전쟁 중 학도병으로 정훈공보국에 있다는 소식을 듣고 그는 국방부에 전화를 걸어 김영삼을 자신에게 보내라고 요청한다. 전쟁 중 김영삼이 국군 정훈공보국에서 방송에 몰두하고 있을 때 국회 부의장 장택상으로부터 국회에서 일을 도와달라는 부탁을 받고 군에서 대북방송의 중책을 맡고 있음을 들어 거절하였다. 그러나 장택상은 이선근 국장에게 전화로 부탁하였다.
국방부측에서는 국회 부의장 장택상에게 당초 곤란하다는 반응을 보였으나, 나중에 김영삼에게 "어느곳에서 일하든 나라를 위한 일에는 장소가 문제될 것이 없다"면서 "장택상 부의장의 일을 도우라"고 하였다. 1951년 10월 장택상은 김영삼을 국회부의장 인사담당비서관으로 채용하였다.

##### UN총회 참석

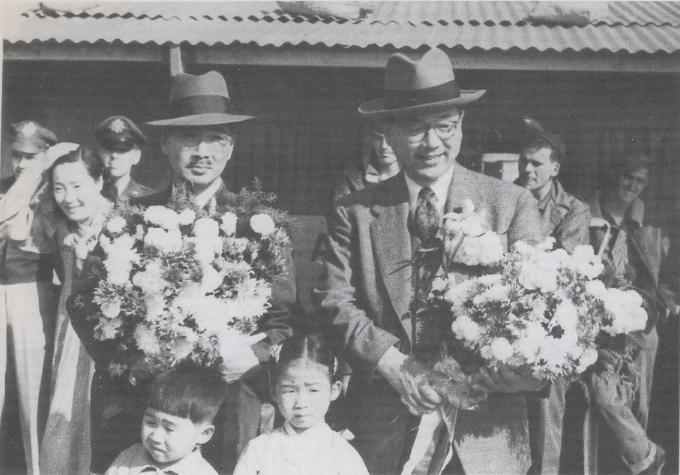
UN 총회 대표단으로 출국하기 직전. 왼쪽은 장택상, 오른쪽은 장면.

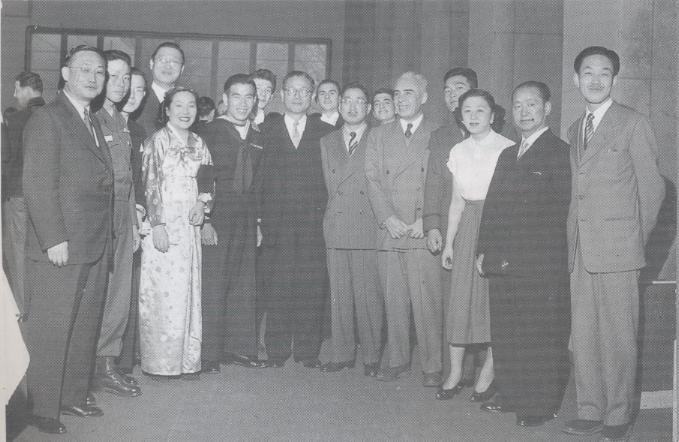
프랑스 파리 제5차 UN총회장에서 (왼쪽 맨 끝은 이묘묵, 가운데 왼쪽은 장면, 가운데 오른쪽은 장택상, 오른쪽 맨 끝은 장면의 비서 이홍렬

1950년 9월 제5차 유엔 총회(프랑스 파리)에 장면, 이묘묵, 김규홍 등과 함께 한국대표단에 선발되었다. 9월 출국하였고, 1951년 11월 프랑스 파리에서 열린 제6차 유엔 총회에 장면(단장), 임병직, 이묘묵, 전규홍, 안연생과 함께 참석하고 귀국하였다. 그러나 귀국 후 그가 총리가 되면서 함께 대표단으로 다녀왔던 장면과 척을 지게 된다.
일행이 파리에 도착하게 된 직후 갑자기 대표단장인 장면이 지병인 황달로 자리에 눕게 되어 대체로 장택상을 중심으로 하여 임병직, 전규홍, 이묘묵 등이 회의에 활약하게 되었다. :112 당시 한국 대표들은 사명을 띠고 외국에 나가는 경우에도 하루에 8달러 밖에 받지 못하였는데, 이것으로는 실제 호텔 방값과 아침 식사 한 끼 밖에는 못할 형편이어서 대표들은 각자 사비를 좀 준비해 가기는 했지만 궁색하였고 :112, 손과 발과 입으로만 우방에게 설득, 양해, 동조를 구하였다. :112
베르사유 궁전에서 열린 파티에 남의 신발을 신고 갔다가 구두를 도둑맞기도 했다. :113 1952년 1월 파리를 떠날 때 장면은 먼저 떠나라고 했다. 그러나 계속 말이 바뀌다가 혼자 귀국하게 됐다. 그러나 그가 혼자 귀국하자 이승만은 그가 딴 맘을 품은 것으로 의심하기도 했다.

##### 부통령 출마와 낙선
1951년 3월 22일 국회에 출석, 국정 보고 중 내무장관 조병옥과 총리 장면을 질타했다. :106
국무총리! 그대, 내무 장관이라는 자가 이럴 수가 있단 말이오? 한 달 30일 동안 하룻 밤에도 요리집 대여섯 군데를 정해 놓고 계집 손잡고, 술 먹고, 요리집 앞에는 총을 멘 순경을 시켜서 보초를 서게 하고, 눈이 시어서 쳐다보지 못할 고급 자동차를 타고 밤을 세워 가며 다니니 대체 이런 법이 어디 있단 말이오. 내 말이 믿어지지 않는다면 호위 경찰이나 고등 검찰청장을 국회에 불러 질문해 봅시다. 이것이 그래 장병들이 일선에 나가서 싸워 죽는 값이란 말입니까? 당신들도 양심이 있다면 어찌 이런 것을 보기만 하고, 어찌 국무 총리 자리에 앉아 있느냐 말입니다. :106

그는 조병옥과는 막역한 사이였으나, 전시하에 있어 그의 탈선에 분노했고 :106, 총리 장면은 탈선 각료를 제거하지 못하는 안이한 태도를 못마땅히 여겼다. :106 그해 5월 전라북도를 시찰하고 돌아왔다.
1951년 5월 16일의 제2대 부통령 선거에서 원내 자유당 공천으로 부통령 후보자로 출마하였다. 그러나 같은 자유당 당내에서도 경쟁자가 많은 결과 낙선하고 말았다. 국회 1차 지명전에서는 11표, 2차 지명전에서는 5표를 받았다. 한편 선거 유세 도중 그의 해방정국 정치경찰 활동에 대한 감정이 있었던 극우, 좌파 성향의 유권자들로부터 냉소와 비토를 당한다.
그는 선거 유세 중 민주주의 정착을 위해서는 감정이나 호오 보다는, 정책을 실천하는 능력과 적합성에 대한 냉철한 판단이 있어야 된다며 지지를 호소하였지만 실패하였다.

#### 제3대 국무총리 시절

##### 제3대 국무총리 취임
귀국 직후 정가에서 장면을 대통령으로 추대한다, 내각책임제로 바꾸어서 이승만을 실권없는 대통령으로 만든 후 장면을 추대한다는 등의 소문이 돌자 불쾌해한 장택상은 장면도 하는데 나라고 못할게 뭔가 하며 불쾌함을 토로했다고 한다. UN총회 업무를 마치고 귀국 후, 장면을 추대하기로 했다면서 왜 같이 안오느냐는 이승만의 의심을 받고, 이를 불쾌해 하였다.

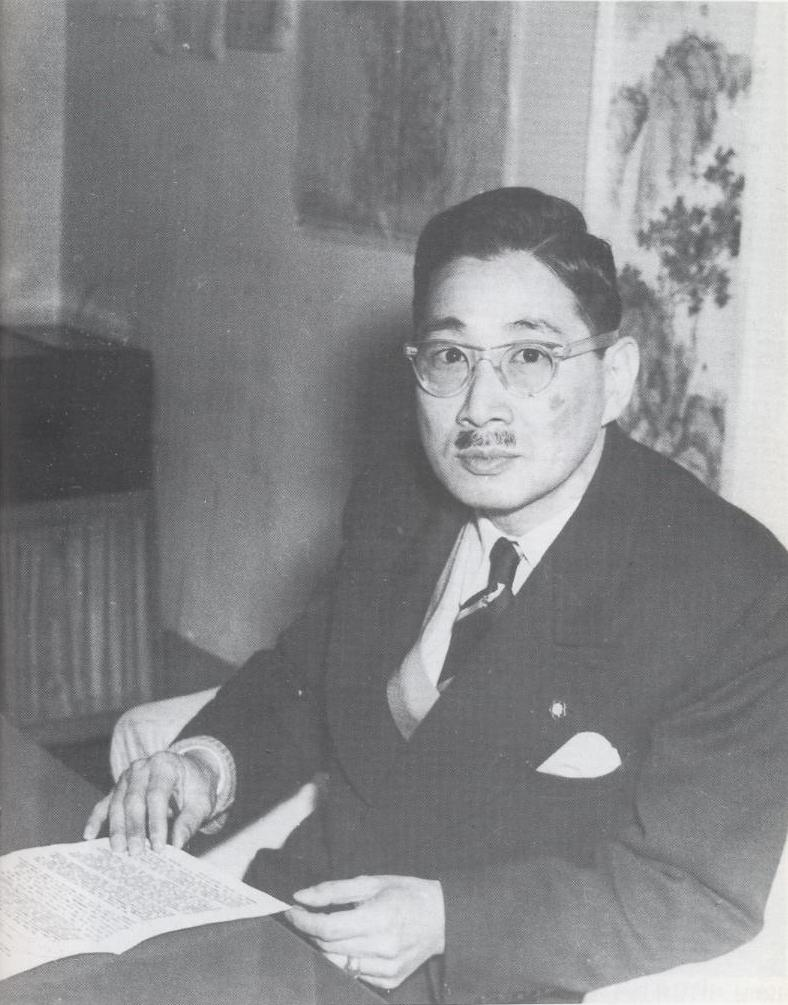
제3대 국무총리로 재직 중(1952년 5월)

1951년 제2대 국회 부의장직에서 물러났으며 국무총리였던 장면이 사퇴하자 장택상은 1952년 5월 6일 제3대 국무총리가 되었다. 국무총리에 취임하자 장택상은 경상북도 안동군의 병산서원을 찾아가 류성룡의 위패 앞에 참배하면서 "대감 이후로 영남에서 정승이 나오기는 제가 처음입니다"라고 하여 회자되기도 하였다. 휴전 직후 대한민국의 주권은 미군정에게서 받은 것이라는 주장이 제기되었다. 남한의 중도파 정치인과 제3세계에서도 대한민국은 미군정과 미국에 의한 합작품이라며 인정하기를 거부했다. 그러자 장택상은 이를 공개적으로 반박하였다.
대한민국의 주권은 미군정에게서 받은 것이 아닙니다. 대한민국 주권은 국제연맹에서 탄생시켰고, 동시에 유엔에서 그것을 승인함으로써 대한민국이 주권을 찾은 것이지, 미군정으로부터 받았다든지 혹은 미군정의 영향을 받았다는 것은 근본적인 착각이다.

또한 그는 대한민국이 상해 임정의 법통을 이어받은 정부이며 외국이 수립한 괴뢰나 꼭두각시는 아니라며 조목조목 반박하였다.
부산피난지에서 그는 연극인 윤백남을 특별히 정책자문위원으로 초빙하기도 했다. 1952년 그는 2대 국회의 국회운영위원회 위원과 국회 탄핵재판소 재판관직에 선출되었다.

##### 국회와의 갈등

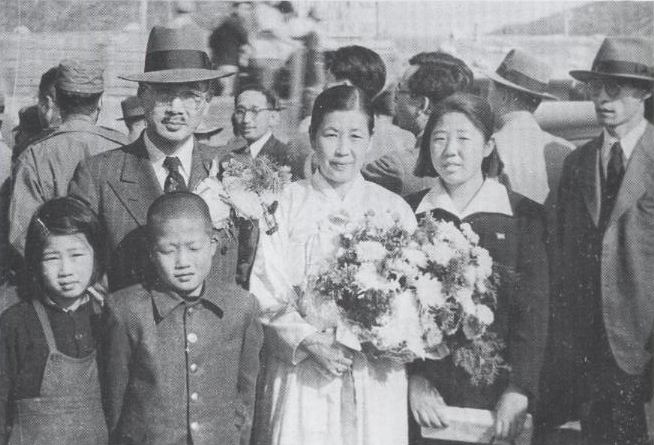
1952년 UN총회 참석차 출국 직전 김포공항에서(뒷줄 왼쪽이 장택상, 왼쪽 두 번째는 부인 김연식, 오른쪽 맨 끝은 이재형, 두 번째는 경기여고에 재학 중이던 딸 장병엽, 앞줄은 왼쪽부터 딸 장병초, 아들 장병청(4남)

1952년 김포공항을 통해 출국, UN 총회에 대한민국 대표단의 한사람으로 참석하고 돌아왔다.
1952년 4월 8일 선거구인 경상북도 칠곡군을 시찰하였다. 4월 17일 곽상훈 의원이 대통령에게 국회해산권을, 국회에는 내각불신임 권한을 주는 개헌안을 제출하자, 그는 권한개헌 찬성, 내용과 시기 재검토 5개 원칙을 제시해 야당과 협상에 들어갔다.
그는 대통령의 권한이 보다 강해야 된다고 판단하였고, 강력한 지도자에 의한 안정된 정국 운영을 역설하였다. 그러나 이는 야당 인사들의 빈축과 비아냥을 샀고, 일부 야당 인사들은 그가 한민당을 배신했다며 비방하였다.
그가 제시한 5개 원칙은 1. 국회의 양원제, 2. 대통령·부통령의 직접선거, 3. 국무위원에 대한 국회의 신임투표제, 4. 국무위원에 대한 국회의 개별적 불신임제 5. 국무총리에 의한 국무위원의 제청권 이었다. 5월 19일 장택상을 지지하는 원내단체 신라회(新羅會)가 조직되었다. 신라회는 6월 3일 발췌개헌안 추진에 적극 앞장섰다.
그가 제시한 절충안에 대해 국회에서 호응이 없자 그는 '타협안에 서명하지 않으면 변란이 일어날 거요. 국회가 해산되고 미군정이 실시될 거요"라며 강경발언으로 엄포를 놓았다. 이승만도 여기에 가세했다. 장택상은 아무 근거 없이 협박한 것은 아니었다. 바로 미국 사람들의 뜻을 전한 것이었다. 미국은 찬성의 뜻을 한국의 반대파 국회의원들에게 전하기도 했다. 장택상의 발언은 더욱 더 무게를 가질 수 있었다.
6월 21일 장택상은 자신의 발췌개헌안에 찬성하는 123명의 서명을 받을 수 있었다. 6월 24일 이승만대통령의 지시를 받아 학생의 정치운동관계 문제에 대하여 엄중한 담화를 발표하고 학생 및 정치가들의 각성을 촉구하였다.

##### 부산정치파동과 총리직 사퇴
1952년 7월 발췌개헌을 통과 시키는데 가담하다.
8월 임시수도에서 열린 8·5정부통령 선거에서 이승만 대통령이 계엄령을 펴고 재선을 위한 대통령 직선제 개헌을 할 때, 이범석(李範奭)과 함께 이를 도와 발췌개헌안을 성사시켜 경찰이 깊이 개입하도록 하였다. 이때 박정희는 육군본부의 작전국차장으로 근무하며 작전국 국장 이용문과 함께 이승만을 제거하는 모의를 하고 있었고 장택상은 반(反) 이승만 음모들을 사전에 차단하였다.
3대 정·부통령 선거에서 이승만이 이범석을 견제하자 장택상은 내무부 장관 김태선과 함께 경찰과 모든 행정조직을 총동원해 함태영 선거운동을 전개함으로써 이범석은 당선되지 못하였다.
이승만과 국무총리 장택상이 8·5 정부통령 선거에서 개헌의 1등 공신인 부통령 후보이자 족청계의 지도자인 이범석을 떨어뜨리고 함태영을 당선시키는데 앞장서자, 분노한 이범석은 선거에 경찰이 깊이 개입한 사실을 규탄하면서 국무총리 장택상과 김태선을 고소하였다. 부통령선거에서 낙선한 이범석은 그의 계략이라 생각하였고, 이때부터 앙숙이 되었다.
이범석이 그를 고소하자, 1952년 9월 30일 국무총리를 사임하게 되었다. 이범석의 낙선에 앙심을 품은 족청계는 고시진(古市進) 사건을 일으켜 "장택상은 일제와 내통했다."하여 맹공격을 퍼부었다. 이승만은 퇴임 전까지 일본인의 한국 출입을 엄금했다. 그러나 일제강점기에 경기도지사를 지낸 고시진이 부산에 밀입국하자 그를 만나 면담하기도 했다.
그가 일본인을 만나는 장면을 목격한 이범석의 측근이 이를 이범석에게 전했고, 이범석은 다시 이승만에게 그가 일본인과 교류한다며 친일파로 지목하였다. 이승만은 "장택상이 그럴리가 없는데, 그 사람은 못믿겠다"고 했지만 그가 일본인과 교류한다는 의혹이 제기되자 한번에 그를 바로 해임시켰다 한다.

#### 정치 활동

##### 야당 활동

###### 호헌동지회 참가와 탈퇴

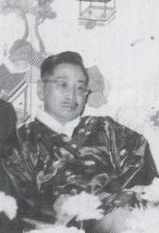
장택상

1952년 11월 20일 제12대 대한축구협회 회장에 선출되었고 1954년 대한축구협회 회장직을 사퇴하였다.
그해 5월 10일 장택상은 국회의원 총선거에 무소속으로 경북 칠곡에서 출마하여 제3대 국회의원에 당선되었다. 1956년 원내국민주권옹호투쟁위원회 위원장을 지냈다. 이후 노동연구소를 인수하여 운영하기도 했다. 3대 국회 제19회 임시회에서는 국회 국립박물관국보관리상황특별조사위원회 위원장에 선출되었다.
1954년 4월 24일 대한축구협회장직을 사퇴하였다. 1954년초 자유당을 탈당한 장택상은 자유당 독재에 맞서는 신당을 창립하는 운동인 호헌동지회에 참여하였다. 조봉암과 이념을 뛰어넘어 우정을 쌓았던 장택상은 조봉암의 호헌동지회 참여를 적극 환영했다. 조봉암의 호헌동지회 참여를 놓고 조병옥, 김도연, 김준연, 박순천, 곽상훈, 장면 등은 조봉암의 호헌동지회 참여를 반대했고, 신익희는 중립적 입장을 보였다. 한편 장택상과 서상일, 박기출, 김성수 등은 민주대동(民主大同)의 입장에서 조봉암의 호헌동지회 참여를 지지하였다.
그러나 자유민주파의 입김이 거세어 조봉암의 신당 입당은 좌절되었다. 그러자 장택상, 박기출, 서상일 등은 신당에 참여하지 않았고, 장택상은 다시 자유당으로 되돌아갔다.

###### 반독재 야당 지도자
1956년초 그는 김대중을 대변인으로 임명하기도 하였다. 1956년 봄 한민당계의 견제로 민주당 창당에 입당하지 않고 이범석과 함께 공화당을 창당하였다. 그러나 이범석과의 의견불일치로 탈당하였다. 이 무렵의 그의 대변인은 김대중이었다. :139 56년 10월 13일 배재학원 운동장에서 열린 제1차 여야 민의원 친선 야구대회에 참가했다. 1957년 자신의 경기도 시흥 별장에서 조병옥과 이기붕의 여·야 영수회담을 주재하였다.
1957년 6월 국회에서 '이승만 대통령은 대한민국 대통령이 아니요, 한 식민지 관할하는 독재자'와 거의 같다고 말하였다가 자유당 의원들이 항의하며 징계소동을 벌이기도 했다. 일부에서는 그가 공산당 대변인이 되었다는 주장까지 나왔다. 1958년 5월 제4대 총선거에 재출마하여 4대 국회의원에 당선됐다.
민주당 창당과정에서 조봉암 입당문제, 이승만 정부 초기의 경찰 운용 문제 등으로 그의 입당을 반대하는 인사가 있는 등 창당인사들과 갈등하였다. 그는 민주당 입당을 단념하고 신라회라는 친위조직을 결성해 운영하였다. 신라회는 대구, 경북 지역 출신 정치인들 중심으로 결속되었으며 3공까지 존속했는데, 후일 박정희 등 군부계열 출신은 신라회와 거리를 두거나, 가입을 거부하였다.

##### 자유당 복귀

###### 1950년대 후반
1958년 자유당에서 국가보안법 개정을 강행하려 들자 1958년 11월 야당에서 구성한 국가보안법 개정반대투쟁위원회의 지도위원에 조병옥, 곽상훈과 함께 추천되었다. 한편 자유당에서도 맞불을 놓아 12월 2일 반공투쟁위원회(反共鬪錚委員會)를 구성하고 그를 위원장에 추천했다. 그는 반공투쟁위원회를 택했다.
1958년 한국을 방문한 남베트남의 응오딘지엠 대통령 영접, 환영회를 열고 환담하였다. 1958년 12월 반공투쟁위원회 위원장에 피선되었으며, 12월 2일 반공투쟁위원회 위원장직을 수락하였다. 수락 인사에서 그는 '5년 동안의 야당 생활을 하다가 돌아오니 서먹서먹한 생각이 든다. 마치 반공 포로적 용병 같다.; 오늘날 야당이라는 사람들은 이승만 박사 밑에서 감투를 썼던 사람이나 여당에 있다가 추방된 사람이 야당 된 것 이고, 나는 다시 여당으로 돌아오는 것이 옳다고 생각했기 때문에 돌아온 것이다.'라고 하였다. 동시에 그는 다시 자유당으로 복귀하였다.
반공투쟁위원회를 통해 세력을 키워서 부통령 후보로 나가려 한다는 의혹을 받기도 했다. 이승만의 다른 측근이자 장택상의 정적인 윤치영은 장택상이 이 단체를 이용하여 자파의 정치세력을 규합하여 다음 해의 선거에 부통령으로 출마하려는 저의를 드러냈으니, 자유당도 어지간히 궁색한 각본을 만들었다고 혹평하였다.
그 후 일본이 한국인 국적자들을 조선민주주의인민공화국으로 강제북송하자 재일교포북송반대 전국위원회에 가담, 1959년 2월 일본의 재일교포 북송반대 전국민 궐기대회를 주관하였으며, 연사로 강연, 일본을 규탄하였다. 3월 8일 재일교포북송반대 전국위원회 민간대표로 유진오, 최규남 같이 스위스 제네바에 다녀왔다. 제네바에 가서 그는 북한의 인권 실태와 자유를 허용하지 않는 분위기, 인간의 기본권과 표현의 자유를 역설하고, 그런 것이 보장되지 않는 사회로 강제로 귀국시키는 것은 인권에 어긋난 행위라고 지적했다. 장택상은 일부 이상주의자들의 좋은 의도, 선량한 의도가 다른사람을 고통으로 몰아넣지만 아무도 책임을 지지 않는다, 이것이 큰 문제라고 지적했다. 그는 일본의 재일한국교포 북한송환을 규탄하고, 반대하는 뜻을 알리고 4월 8일 제네바를 출발해 다음날 김포공항으로 귀국하였다. 1959년 10월 10일 대한웅변협회 제10대 회장에 선출되었다.

###### 조봉암 구명 운동

진보당 당수 조봉암, 장택상은 그와 이념을 넘어 오랜 친분관계를 유지하였다.

1958년 진보당 당수 조봉암 등이 간첩 혐의로 피소되자, 그는 조봉암이 간첩일리 없다며 탄원서를 제출하고, 탄원 서명을 받기도 했다. 그의 조봉암 구명운동에 이어 윤치영이 조봉암을 옹호하고 탄원, 변호에 동참하였다.
당시 민주당과 조병옥 등은 조봉암의 이적행위 철저 수사를 주장하며 규탄했지만 그는 조봉암의 구명 운동에 발벗고 나섰다. 공판기간 중 조봉암을 대신하여 변호사 선임을 알아봐주기도 했고, 조봉암의 거절에도 불구하고 그는 조봉암을 대신하여 변론과 항소를 작성하여 서울고등법원과 대법원에 발송하기도 했다.
조봉암의 딸 조호정은 마침내 전 총리 장택상을 찾아 갔다. 통크고 정 많은 장택상은 호정의 갸륵한 효심을 외면할 수 없어 홍진기 법무 장관을 집무실로 찾아가 조봉암의 구명을 호소했다. 홍진기 장관은 "지금은 적절한 시기가 아니니 내년 봄 대통령 선거가 끝나면 이박사의 82 회 생신일이 됩니다. 그러나 이 일에 대해서는 비밀에 부쳐 주십시오"라고 답했다. 그러나 장택상은 그 비밀을 지키지 못하고 여기저기 다 발설해 버리는 실수를 저질렀다. 소문은 입에서 입으로 전해지고 그 약속은 무산되고 말았다.
1959년 장택상은 조봉암이 사형선고를 받자 조봉암의 구명운동을 하였다. 조봉암의 정치활동을 변호하는 국회질의를 하였고 조봉암의 구명운동을 직접 추진하기도 하였다. 조봉암의 옥중 성명서를 대신 작성 발표하기도 하였다.
조봉암의 인물됨을 누구보다 잘 알고 있었으며 광복후 경찰청장으로 폭력적 좌익세력 검거에 앞장섰던 장택상은 조봉암 구명운동을 하였으나 실패하였고, 조봉암은 1959년 7월 31일 사형당했다. 조봉암 사형 소식을 접한 장택상은 사법당국의 부당한 처사에 분개하였다.

#### 4·19 전후

##### 야당과의 경쟁
이후 그는 잠재적 대선 예비주자로 활동하였다. 그러나 이기붕 세력 외에도 윤치영 세력이 그를 견제하였다. 3·15 부정 선거 이후 그는 이승만이 하야하게 될 것을 예상하였다. 1960년 3월 3·15 부정선거가 있기 전 이승만에게 3선에서 퇴진하고 국부(國父)로 남아줄 것을 요청하는 서한을 보냈다. 이어 이승만의 음력 생일에 '사퇴하고 국부로 돌아가줄 것'을 청하는 공개 성명서를 언론에 발표했다.
1960년 3월초 조선민주주의인민공화국의 지도부는 4월 19일 '피의 화요일'에 분명히 이승만의 사퇴를 예견하였다. 4월 21일 김일성은 이승만의 후계자를 언급하며 반공연맹 의장이던 장택상을 그 후계자로 내다보았다. 그러나 장택상에 대한 미국의 신뢰를 의심했다. 이어 김일성은 이승만의 후계자들에 대해 전망하면서 미국이 난처한 입장에 처해 있다고 말했다. 이승만은 연령상 도저히 안되는 상태인 바, 특히 최근들어 권위를 엄청나게 훼손당하였다고 말했다.
그(이승만)를 교체해야 한다. 그러나 충분한 권위와 특색을 지닌 인물이 없다. 또 다시 부통령이자 민주당 최고위원인 가톨릭신자 장면도 적합하지 않다. 그나마 권위를 누리고 있었던 조봉암 진보당 당수은 평화적 조국통일이라는 당 강령을 성급하게 공표하는 바람에 이승만의 명령으로 체포돼 지난해 처형되고 말았다. 부르조아 민주당 최고위원인 조병옥은 1960년 3월 15일 대선후보였으나 선거를 며칠 앞두고 급사했다. 현재로서는 남조선 정치지도자들 가운데 가장 두드러진 인물은 반공연맹 의장 장택상이다. 그러나 그는 친일성향을 가지고 있으며 이 때문에 미국은 그를 신뢰할 수 있는지 망설이고 있다.

##### 4.19 직후
4월 25일 이승만이 하야하자 그는 경무대를 방문했다가, 4월 말 이승만이 은퇴해 있는 이화장을 수시로 방문하였다.
이승만의 퇴진 이후 그도 대선을 준비하였으나, 반공주의 우익 진영에서 그를 지지하기를 주저하였다. 이기붕의 잔존 세력은 몰락하였지만, 윤치영, 임영신, 임병직 등 윤치영 계열과 이범석 계열 및 족청계에서는 그를 인정하지 않았고 그해 8월의 그의 대선 출마는 실패하고 만다.
1960년 5월의 제5대 국회의원 선거에 다시 무소속으로 경북 칠곡에서 출마하여 당선, 제5대 국회의원에 재선되었고 제6차 UN총회에 한국 대표로 참석하고 돌아왔다. 이승만의 하야 직후 그는 이승만의 측근이자 제1공화국의 핵심 인사였다는 이유로 비판을 받았다 제2공화국 내내 그는 민주당 및 일부 혁신계열로부터 부산정치파동의 주범이며, 이승만의 측근으로 비판을 받았다. 다만 윤치영 등과 함께 조봉암의 구명운동에 나선 점이 감안되어 일부 혁신진영에서는 그에 대한 비판을 자제하기도 했다. 8월 제2공화국이 출범하였다. 제2공화국 기간 중 그는 야당 정치인으로 활동하였으며, 장면 내각에 비판적, 부정적인 입장이었다.

##### 제2공화국 기간의 야당 지도자
제2공화국 이후 집회의 자유를 허용, 각지에서 데모가 발생하자 61년 1월 그는 장면 내각이 자유라는 이름으로 혼란과 혼선을 부추긴다며 비판하였다.
1961년 1월 10일 참의원 의원 여운홍이 평화통일과 남·북한 인사교류의 첫단계로서 조선민주주의인민공화국의 전 최고인민회의 상임위원장(전직 북한의 국가수반)인 김두봉과 최고인민회의 상임위원장 최용건, 내각 부총리 홍명희 등을 남한에 초청해야 한다고 주장하자 1월 16일 장택상은 국시위반이 아니냐고 되물었다. 장택상은 장면 정부는 전 자유당 정부가 취한 판문점 휴전조인거부태도를 그대로 지속하느냐? 그렇다면 북한을 정식정부로 인정할 수 없는 것임에도 불구하고 여운홍씨의 말에 정부는 왜 아무 조치를 취하지 않느냐고 항의하였다.
1961년 5월 16일 박정희, 장도영 등이 5.16 군사정변을 일으키자 국회의원직을 사퇴하고 경기도 시흥 별장에서 은거하였다. 장택상은 이승만의 귀국운동에 동참했는데, 제2공화국 출범 이후 그는 윤치, 이범석, 함태영, 허정 등과 이승만의 귀국을 추진하는 이승만 박사 환국운동을 주도했다. 63년 1월 이승만 박사 환국추진회의 결성에 동참하였다.

#### 군정 시절
1961년 5월 5·16 군사 정변 뒤에 박정희가 한민당, 자유당, 민주당 등의 구정치인들을 정계에서 배제하려 하자 반박(反朴)진영의 지도자가 되었으며 , 박정희가 집권하자 장택상은 반독재 야당 지도자로 활동했다.
그 뒤 정치정화법이 해제되자 다시 정치활동을 재개하여 자유당 부당수로 활동했다. 1963년 박정희 집권 후 구 자유당인사인 윤치영, 임영신 등이 자유당을 탈당하여 민주공화당으로 건너갔지만 그는 자유당을 지켰고 1963년 9월 자유당 총재가 되었다. 63년 1월 이승만 박사 환국추진회에 동참하였다.
1963년 3월 16일 오후 2시 55분, 국가재건최고회의 의장 박정희의 초대로 전 대통령 윤보선, 신민당 위원장 김도연, 초대 국무총리 이범석 등과 함께 박정희와 면담하였다. 김희덕(金熙德) 외무 겸 국방위원장, 유양수 재경위원장, 홍종철(洪鍾哲) 문사위원장 등이 3.16 성명을 발표하게 된 동기를 번갈아가며 설명하였다.
김희덕 외무 겸 국방위원장은 '지도자란 만화경 가은 상황에도 적응해야 한다'라고 말하자, 장택상은 '그러한 지도자가 되기 위해 박의장은 다시 3.16 성명을 번의할 수 없는가' 하고 제안하였다. 민주주의를 정의를 내리고 최고위원들을 설명하려 들자 최고위원들은 분노하였다. 논쟁이 격화되자 장택상은 5.16때 살아난 것만 해도 다행인데 박의장 말에 조금도 찬성 않다가는... 국민들 앞에 얼굴도 못들 것 같기도 하다고 대응했다.
1963년 3월 16일 박정희가 군정연장을 선언하는 3·16 선언을 거두지 않자, 3월 19일 윤보선·김도연·장택상·김준연·이범석 등은 박정희에게 3·16 성명의 저의를 추궁하였다.
정치인들은 정치군인으로 인해 훼손된 체면을 되찾아야겠다. 김현철 내각수반이 전국을 다니면서 선거에 관여하고 있는 것은 내각수반으로서의 자세가 아니다. 군사정부에서는 국민에게 내핍생활을 강조하는데, 도대체 무엇을 해준 게 있다고 내핍생활을 하라는 것인지 알 수 없다. 얼마 전 박정희는 발언을 통해 우리가 남에게 의지하지 말고 자립하자고 하고 나서 뒤에서는 그러기 위해서는 미국의 원조를 많이 받아야 한다고 했다. 앞뒤가 맞지 않는 이야기다. 그러니 우리가 어떻게 이런 건망증 있는 젊은 친구의 말을 믿을 수 있겠는가? 나나 우리 국민들이나 박정희에 대해 아무런 기대조차 가질 게 없다. 미국이 경제 원조를 잘 안 해주려고 하는 것은 박정희가 번의를 거듭하고 군정연장을 하려 들기 때문이다.

그는 군사정권의 민정 이양이 제대로 이루어지지 않는다며 군정연장 음모론을 제기하였다.

### 생애 후반

#### 총선 낙선과 야당 정치인
이후 제5대 대통령 선거에서 야당의 후보단일화를 위해 대통령 후보직에 출마하지 않았다. 1963년 11월 제 6대 민의원 선거에 고향 경상북도 칠곡군 출마하였으나 낙선하였고, 장택상은 이를 정부와 관권과 금권에 의한 민주주의의 패배라고 주장하였다. 이후 그는 군소정당화 된 자유당을 지도하였다.
1964년 초 박정희가 한일협정을 강행하려 하자 박정희의 한일협정을 매국외교로 규정, 한일회담을 반대·규탄하는 범국민운동인 대일굴욕외교반대 범국민투쟁위원회가 발족되자 윤보선, 함석헌, 장준하 등과 함께 참여하여, 대일굴욕외교반대 범국민투쟁위원회 위원장을 역임, 지도하였다. 이후 한일굴욕회담 반대투쟁 등을 하였다. 그는 박정희 정권의 한일회담 강행을 한일합방에 비유하기도 했다. 장택상은 한일회담을 한일합방이라 지적, 한일합방은 저들의 뜻대로 될 리가 없다.고 비판하였다.

#### 6.3 시위와 한일회담 반대운동
정부가 한일 교섭을 비밀리에 추진, 조속 타결하려는 움직임을 64년 벽두부터 표면화되었다. 곧 동경에서 정치협상을 하겠다고 서둘렀고 2월이 되자 정부와 여당은 3월 중 대일 교섭의기본 방침을 밀고 나가겠다는 결정을 발표
 하였다. 64년 2월 22일 민정당에서는 당론으로 확정된 한일 교섭에 관한 대안(代案)을 발표했다. 박정권은 일반 여론의 추세를 무시한 채 3억불의 청구권 보상으로 만족하면서 우리 어민들의 생명선인 평화선을 일본에게 내주기로 작정하고 있었다.는 것이다. 박정희 정부가 일본과의 협상을 서두르자 재야 세력이 총궐기하여 구국의 봉화를 들어야 한다는 데 의견을 모으고 준비작업에 들어갔다.
1964년 3월 정부는 3월 5일 정부와 여당 연석회의를 열고 3월 10일부터 농상회담, 12일부터 본회담, 4월에 외상회담을 개최한다는 한일 협상 스케줄을 발표하였다. 3월 6일 민정, 민주, 자민, 국민의 당 등 재야의 전 야당과 사회, 종교, 문화단체 대표 등 저명 인사 200명이 주축이 되어 대일굴욕외교반대 범국민 투쟁위원회를 결성하였다. 3월 9일 서울 종로예식장에서는 각계 정치인, 재야 인사 등이 모여 구국선언을 채택하고 반대투쟁에 전심전력으로 총궐기할 것을 다짐했다. 대일굴욕외교투쟁위 의장의 책임을 맡은 윤보선은 구국선언문을 낭독하였다. 장택상도 종로예식장을 방문하여 한일회담 반대, 규탄 운동에 동참하였다.
장택상은 한일회담을 한·일 합방에 비유하였다. 장택상은 한·일 합방은 저들의 뜻대로 될 리가 없다. 고 비판하였다. 곧 한일회담 반대운동의 연사로 전국 각지 순회강연을 하였다.
1964년 5월 30일 서울대학교 문리대생들이 교정에서 자유쟁취궐기대회를 열어 한일회담 성토와 박정희 정권 성토식을 한 다음 단식 농성에 들어갔다. 이는 6.3사태의 직접적인 계기가 되었다. 학생회장인 김덕룡(金德龍, 후일 국회의원)은 '오늘의 단식투쟁은 내일의 피의 투쟁이 될 지도 모른다'는 선언문을 낭독하고 단식농성에 들어갔다. 장택상은 한일회담 반대 운동에 참여한 학생들을 찾아가 독려하였다.
1965년 윤보선, 장준하, 박순천 등과 한일협상 반대운동을 추진했다. 3월 30일 국회의원 김준연은 국회에서 정부가 한일협상을 하면서 일본으로부터 사전자금을 수수했다는 의혹을 제기했다. 정부에서 김준연을 구속하려 하자, 김준연은 '이 의혹은 장택상이 제보해주었다'고 발표하였다. 증인으로 출석한 장택상은 '1억 몇천만 달러를 받았다는 설이 있는데 진부를 알아보라.'고 발언하였다. 또한 그는 한일회담 반대 가두시위와 순회강연을 다녔다. 박정희 정권은 윤보선, 장택상, 장준하, 유진오, 함석헌 등을 시위의 배후로 규정하고 사복경찰과 중앙정보부 직원을 보내 감시를 한층 강화했다.

#### 제3공화국 기간 중 야당지도자
1965년 7월 19일 이승만의 부음 소식을 듣고, 7월 22일 비행기를 통해 이승만 시신이 귀국하자, 오전 8시경 김포공항에 도착하여 이승만의 시신을 영접하였다. 장택상,, 윤치영, 이범석, 허정 등은 국장(國葬)을 요구하였다. 대통령 박정희는 이승만의 국민장(國民葬)을 추진하였으나, 장택상, 허정, 윤치영, 이범석 등은 국장을 고수하였다.
이 무렵 야당 내에서 베트남 전쟁 파병을 놓고 반대와 협력 여론이 나뉘자 그는 침묵하였다. 1965년 9월 서울 효창공원에서 열린 한일협상 반대회담에 연사로 참석하였다. 이후 그는 윤보선, 장준하 등과 함께 한일회담 반대운동을 주관하였다. 1966년 2월 신한당에 입당하여 신한당 고문이 되었다. 1966년 9월 효창공원에서 열린 신한당 대연설회에 참석하였다.
그는 박정희의 좌파 전력을 말하며 그를 부정적으로 평가하였다. 그러자 박정희는 그의 집에 장병민과 채항석의 주선으로 남로당원들이 은신한 것을 문제삼았다. 박정희가 그를 직접 공격한 것은 영남의 야당 정치인들이 박정희에 대한 악감정을 품는 하나의 원인이 된다.
1966년 6월 5일 장면의 빈소를 방문한 뒤 장면의 국민장에도 참석하였다. 1966년 12월 24일 야당통합과 대통령후보 단일화 추진을 위한 위원회가 설치되자 추진위원으로 위촉되었다. 이후 장준하 등과 함께 야당 대권주자인 윤보선, 백낙준, 이범석의 후보 단일화를 촉구하였다.

#### 만년
만년에는 같은 경상북도 칠곡군 출신의 신현확을 정치적으로 후원하였고, 기타 영남 출신 정치인들을 지원하여 'TK의 대부'라는 별명이 붙기도 했다. 만년에는 동아일보, 조선일보를 비롯한 언론에 칼럼과 회고록을 기사로 내기도 했다. 1967년 신한당(新韓黨) 고문에 추대되었다. 박정희의 등장으로 영남 지역에서는 민주공화당에 대한 지지가 강했으나, 그는 김영삼, 신현확을 비롯한 영남 야당 정치인들을 후원하며 유세 활동에 참여하였다.
박정희 대통령은 창랑선생의 대한민국의 정부수립에 특별공로자로 애국적 업적을 인정하여 폐암 투병시 친필서신을 비서실장에게 주어 대신 병문안 다녀오게 하며 국민장과 국립묘지에 안장할 수 있도록 지시 하였다.

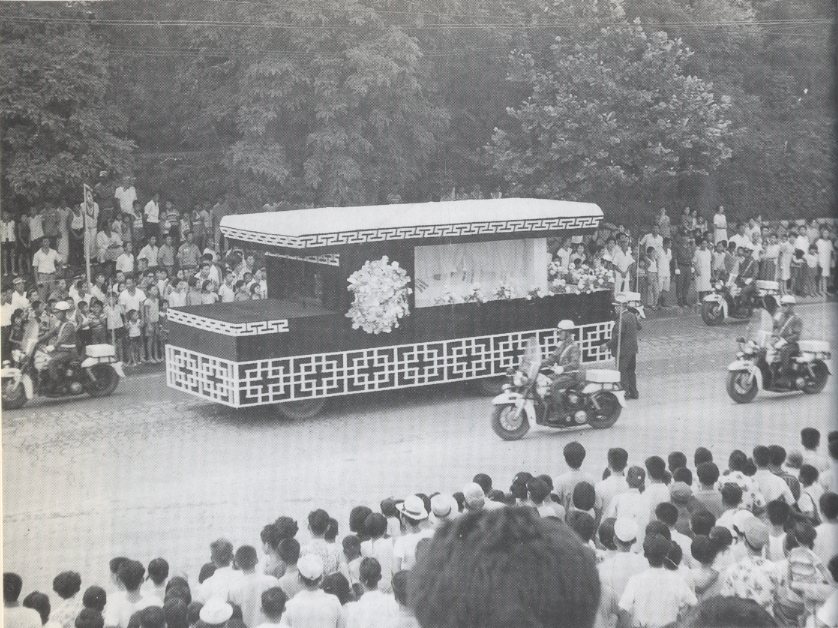
장택상의 국민장(國民葬) 장례식

1969년 7월 폐암으로 병원에 입원하였고 임종 직전 혼수상태에서 연설을 하기도 했다 한다. 임종 전에도 병원 간호사에게 조크를 던지기도 했다고 한다. 8월 1일 오후 서울 고려병원에서 폐암과 노환으로 서거하였고, 당시 그의 나이 만 76세였다. 사후 1969년 8월 7일 서울에서 국민장(國民葬)이 거행되었으며 노제를 거쳐, 서울특별시 동작구 동작동 국립묘지 국가유공자 묘역에 안장되었다.

### 사후
사후 바로 수교훈장 광화장에 추서되었다. 독립운동가이며 대한민국의 정부수립에 기여하였으나 건국훈장 서훈 대상에서는 제외되었다. 사후 '창랑장택상기념사업회'가 출범하였고, 1970년대부터 추모 사업이 시작되었다. 이때 김영삼 등 야당 정치인들이 그의 추모사업에 참여하였으나, 재차 건국훈장 서훈대상에서 제외되었다.
1971년 4월 10일 그의 부인 김연식은 그가 소장하고 있던 각종 문화재 50점을 전문가 검증 후 영남대학교에 기증했다. 대구 수성관광호텔 311호에 당시 영남대 총장 이선근, 영남대학 박물관장 교수 심재완 등이 와서 감정, 화청자 신라5층석탑, 충무공 이순신의 친필 일지, 흥선대원군의 친필 난초병푹 10폭 등을 기증했다. 부인 김연식은 서울특별시 영등포구 대방동 산58-100번지 저택에서 여생을 보냈다.
1990년 셋째 부인 김연식이 사망하자 국립묘지 장택상 묘소에 안장되었다.
1992년 저서인 《대한민국 건국과 나》와 일대기인 《상록의 자유혼》이 재발간되었다.
한편 1970년부터 박정희정부의 국무회의에서 장택상에 대한 포상 의견이 나왔지만 번번히 무산되었다.
2006년 8월 4일 셋째 딸 장병혜는 이승만의 양자인 이인수와 함께, 한국방송공사(KBS)의 주말드라마 《서울1945》에서 이승만과 장택상의 명예를 훼손하는 등 허위사실을 유포했다며 제작진인 윤창범 등을 고소하였다.

## 기타
14대 대통령 김영삼은 1952년 대한민국국회부의장 장택상의 비서관을 역임했고 장택상이 국무총리가 되었을 때는 국무총리실 인사담당비서관을 지냈다. 15대 대통령 김대중도 1950년대 중반에 잠시 그의 비서역으로 근무한적이 있었다. 장택상은 김영삼의 정치적 후견인으로 그를 정계에 데뷔시켰으나, 김영삼은 뒤에 민주당 구파로 건너갔다.
조봉암, 여운형의 사돈이었던 이만규 등과 개인적으로 친분관계가 있었다. 이승만의 장기집권에 반발하여 1954년, 자유당을 탈당하여 호헌동지회에 가담하기도 했다. 그러나 조봉암이 끝내 호헌동지회에서 배제당하자 장택상은 호헌동지회를 탈퇴, 호헌동지회 중심으로 하는 반(反)이승만 신당인 민주당 결성에도 불참하였다.
1952년, 부산정치파동 때는 이범석과 충성경쟁을 벌였고, 이승만의 다른 측근인 윤치영, 이기붕 등과는 사이가 나빴다. 1956년의 제4대 부통령 선거에서는 이범석을 낙마시키려는 이승만의 의도를 읽고 이범석의 낙선을 지원하다가 뒤에 이범석으로부터 고소를 당하기도 했다. 그러나 다시 이범석과 화해하고 친밀한 관계를 유지하기도 했다.
아내 김연식에게 선물할 반지에 장택상이라는 이름을 새겨서 선물하기도 했다.
그는 사윗감이 될 새 종손이 태어나기도 전에 한 문중의 종손에게 '우리 인연이 되면 사돈을 하세' 하며 청혼을 하기도 했다. 즐겨찾는 기생집은 정담촌(政談村)이라 한다. 물론 이는 그의 농담이었다. 골동품 수집이 취미이기도 했던 그는 고미술품을 감정하는 실력도 있었다.
월북인사이며 조선민주주의인민공화국의 국방위원장 김정일의 두 번째 부인이었던 성혜림, 성혜랑, 성일기 남매의 아버지 성유경과 먼 친척간이었다. 친척관계인 인연으로 성일기 남매는 서울 수표동에 있던 장택상의 집에 놀러가기도 했다. 또한 장택상의 큰딸 장병민의 남편 채항석이 조선공산당원이기도 했다. 그들은 한국 전쟁 중에 월북했다.

### 유행어
"로맨스는 인생이요, 인생은 로맨스"라는 그의 말이 회자화되기도 했다.

## 상훈
- 미군정청 공로표창
- 수교훈장 광화장

## 이력
- 1906년 우남학회에서 운영하는 소학교에 입학
- 1907년 유근의 도움으로 수학 계속, 도일
- 1910년 상하이로 걸너감, 안재홍을 통해 중국인의 도움으로 도중
- 1911년 3월 영국에 도착, 라틴어 수학
- 1918년 에든버러 대학교 경제학과에 입학
- 1919년 상하이대한민국임시정부 특파원에 임명, 이어 구미외교위원부 외교위원에 임명
- 1921년 일본 동경을 경유하여 귀국
- 1930년 형 장길상이 운영하는 경일은행 상무 취임
- 1938년 청구구락부 사건으로 투옥
- 1938년 모친상
- 1945년 국민대회준비위원회 결성에 참여, 국준 외교부장에 선임
- 1945년 9월 16일 한국민주당 창당에 참여
- 1946년 1월 13일 경기도 경찰부장에 임명됐다가 다시 서울 수도경찰청장으로 전보
- 1946년 1월 18일 삼청동에 결집한 학병동맹원 타도
- 1946년 5월 15일 조선정판사 위조지폐사건 적발
- 1946년 10월 대구폭동 진압
- 1947년 3월 1일 3·1절 기념식 충돌사건과 관련하여 장택상은 서북청년단에 5만원을 하사해 주었다.[106] 한민당, 이승만, 김구 등 우익 지도자들의 지원금은 일시적인 것이었지만[36] 그는 성과가 컸을 때는 회원들을 은밀히 찾아와서 잔칫상을 차려주기도 했다는 것이다.[36]
- 1948년 8월 15일 초대 외무부 장관 취임
- 1948년 11월 15일 외무부장관 사임
- 1949년 1월 13일 1949년 대한민국 재보궐선거: 제헌 국회의원 경남 안동 을 보궐 낙선
- 1949년 4월 서울 종로구 을구 보궐선거에 출마하였으나 낙선
- 1950년 5월 제2대 민의원에 당선, 제2대 대한민국 국회부의장, 탄핵재판소 의장에 피선
- 1950년 제5차 유엔총회 파견, 참석
- 1951년 제6차 유엔총회 파견, 참석
- 1952년 5월 국무총리 취임
- 1952년 9월 30일 국무총리 사임
- 1956년 공화당 창당, 이범석, 배은희 등과 함께 최고의원에 피선
- 1957년 가을 이기붕, 민주당의 장면 등과 선거법 협상을 벌여 후보난립을 막기 위해 출마자의 기탁금제를 신설(40만환)하고 선거비용 제한, 선거관계자만 선거운동을 할 수 있게 하는등 법을 대폭 손질하고 의석(선거구)도 203개에서 233개로 늘렸다.[107]

## 평가
반공주의자이며 대한민국 건국의 원훈이라는 평가가 있고, 민주주의자라는 평가도 있다. 비교적 성격은 거만한 편이라는 시각도 있다. 해방 후 조병옥과 함께 일제강점기 친일 경찰들을 대거 재고용하고 52년엔 이범석과 함께 발췌 개헌을 위한 부산 정치 파동을 일으킨 주범이며 영남의 부패한 지역이기주의를 일으킨 인물 중 하나이다.
난세의 정치인이라는 평가와 함께 천재적 능변가, 정치의 곡예사, 권력의 도화사(道化師) 등의 평가가 있고 기고만장의 기염아(氣焰兒), 술수의 화신 등의 평가도 있다. 한편 감성이 풍부했던 데다, 만만치 않은 재력가였다는 평가도 있다. 담백한 기질과 명랑 강직한 성격, 청빈한 기품, 불굴의 자유혼, 기지와 해학을 가졌다는 평가도 있다.
북한의 주석 김일성은 장택상이 '친일성향을 가지고 있다'고 평가하였다. 또한 이 때문에 이승만 사퇴 직후 '미국이 그를 신뢰할 수 있는지 망설이고 있었다.'고 전망하였다.
해방 정국에 경찰부에서 근무했었던 교육자 박병배는 그를 두고 '가문과 총명과 학식, 그리고 날카로운 판단력과 무서운 행동력을 갖추어 해방 후의 건국사와 대한민국 정치사에 수많은 업적과 화제를 남긴 분'이라고 평하였다.
'머리 회전이 빠르고 또 야심이 있는 정치가여서 한 사람한테 절대적으로 복종할 인물이 아니었다.'는 시각도 있다. 조병옥 등과 함께 테러를 조장하였다는 비판도 있다. 오만하고 괄괄한 성격이라는 평가도 있다.

## 일화
장택상과 조병옥은 동지였으나, 강원룡에 의하면 그는 조병옥과 '경쟁관계였다.' 한다. 강원룡은 수도경찰청장 당시 장택상과 조병옥의 관계는 좋은 편이 아니었다 고 회고하였다. 그러나 장택상은 조병옥을 업무적으로는 신뢰하였는데, 미군정 기간 중 최능진이 조병옥의 친일파 옹호를 규탄했을 때는 공식적으로 조병옥을 두둔하며 최능진을 비판했다. 최능진은 경찰직을 사퇴한 이후에도 조병옥을 비판, 이후 그는 조병옥과 함께 최능진을 논박했다.
한편 그는 국방경비대 참령이자 대한민국 국군 창설의 주역 중 한 사람이었던 이형근과도 사이가 좋지 않았다. 조영갑에 의하면 이형근은 회의에서 가끔 그를 만났는데 어떤 때는 정말 무슨 일이 벌어질 것 같은 험악한 사태로까지 번지곤 했다 고 회고하였다. 그의 성격은 괄괄하고 직선적이었는데, 한편으로는 오만하다는 평도 들었고, 적을 많이 만들었다.
금오산 기슭에 한사람의 왕과 3명의 장군이 나올 명당이 있다는 풍수설을 듣고 구미 상모리를 찾아갔지만, 그곳에는 박정희의 생가와 할머니 묘가 있었다. 백자 감식에 있어서는 첫 손가락에 꼽는 전문가 이기도 했다.

### 송진우 암살 관련
목사 강원룡의 회고에 의하면 송진우의 암살 직후 '나중에 장택상이 술자리에서 미 군정 인사에게 “송진우 암살사건 배후에 김구가 있었다” “경교장에서 모인 날 싸워서 그렇게 됐다”는 식으로 얘기했다는 겁니다(로빈슨 저 ‘미국의 배반’ 참조).'라고 회고했다. 그러나 장택상이 미군정청 간부에게 송진우 암살 배후가 김구라고 하기 이전에 미군정은 송진우 암살 배후로 김구를 의심하고 있었다.
송진우 암살 사건이 전해지자 하지 사령관은 송진우 암살의 배후로 김구를 지목하고 1946년 1월 1일 다시 김구를 미군정청으로 소환하여 경고를 주었다. 장택상 외에도 조병옥도 송진우의 암살 배후로 김구를 지목한 바 있다.

### 이범석과의 관계
이범석과는 해방 정국에서 우익 활동과 좌파 세력 억압 등으로 서로 연락, 협력하였으며, 1952년의 부산정치파동 당시에는 내무부장관과 국무총리로 협력하며, 내각제 개헌 저지를 이끌어냈다. 그러나 부산정치파동 이후 그는 족청의 세력이 강대해져 가는 것과, 자유당내 족청계의 간부직 잠식을 경계한 이승만의 의중을 파악, 1956년의 정·부통령 선거에서 자유당 부통령 후보자로 입후보한 이범석을 낙마시켰다. 경찰 인맥과 총리의 직위를 이용, 경찰 병력과 인력을 동원해 이범석의 홍보물과 팜플렛을 수거하거나 이범석의 선거 홍보를 방해했다. 장택상의 선거 개입에 화가 난 이범석은 선거 직후 장택상과 서울시장 김태선을 고소했다.
그러나 사법 당국은 장택상의 손을 들어주었고, 족청에서는 그가 1953년 겨울 일제강점기 당시 경성 부윤(서울특별시장)을 지낸 고시 진을 부산항에서 비밀리에 만난 것을 빌미로 그가 친일파라는 설을 유포시켜 총리직에서 낙마시켰다. 사건 이후 이승만은 족청 해산까지 결심하게 된다. 그러나 1958년 그는 이범석과 다시 화해, 협력하였으며, 공화당이라는 친여성향의 신당 창당을 함께 준비하였으나 대통령 후보자 문제를 놓고 실패했고, 제1공화국 붕괴 이후에도 함께 야당 활동을 함께하기도 했다.
낭산 김준연에 의하면 그의 형 장직상이 반민특위에 기소당했을 때, 장직상의 석방을 탄원한 사람 중의 한명이 이범석이라 한다.

### 이승만에 대한 평가
그는 인생 말년에 인터뷰에서 이승만에 대해 다음과 같이 평가했다.
| “ | 이 박사는 애국자였다. 이 박사의 애국은 거의 종교적 신조로 되어 있었다. 그래서 이 박사는 자기 조국을 비판하려고 하지 않았다. 그분의 사고는 '조국이면 그뿐이지 잘잘못 간에 비판의 대상이 될 수 없다.'는 논리를 가지고 있었다. 나 자신이 이 박사를 소년 시절부터 모셔왔지만 '조선 사람은 할 수 없어.'하는 말을 들어보지 못하였다. 이것은 흔히 우리들 사이에 쓰고 있는 말이지만 이 박사의 사전에서는 그런 말을 찾아볼 수가 없었다. 그분은 이와 반대로 흔히 '외국 사람은 할 수 없어'하는 말을 많이 쓰고 있었다. 이 박사는 오락을 몰랐다. 주량은 물론이고 장기, 바둑 등 모든 실내 오락도 이 박사는 문외한이었다. 만일 그것을 오락이라고 말할 수 있다면 글 쓰는 오락은 끊임없이 하고 있었다. 그것은 대부분 조국의 사정을 외국 정부나 정당인에게 알려주는 글이었다. 그분의 이 습성은 대통령이 된 후에도 쉴 새 없이 가지고 있어서 측근자들이 '이 박사의 타이프라이터는 단명'이라고까지 말하고 있다. | ” |

## 가족 관계
맏딸 장병민과 맏사위 채항석 부부는 남로당에서 활동한 좌익 운동가였다. 1950년 4월 4일 남로당원 색출 기간 중에 장병민과 채항석은 장태식, 채항석 등과 함께 체포되었으나 곧 풀려났다. 이들은 한국 전쟁 때 조선민주주의인민공화국으로 갔다.
- 양증조부: 장학추(張學樞, 양할아버지 장석용의 양아버지, 가선대부 중추부동지사를 지냈다.)
- 생증조부: 장덕추(張悳樞, 양할아버지 장석용의 생부, 증 이조판서에 추증)
  - 생조부: 장석구(張錫龜, 족숙 장업추(張業樞)의 양자로 출계)
- 양조부: 장석용(1823년~1907년, 조선에서 이조판서 역임)
  - 종조부: 장석봉(張錫鳳)
  - 고모: 인동 장씨(仁同張氏)
  - 고모부: 김화식(金華植, 1847년~?, 호는 담애(潭涯), 생원시 합격 후 현풍군수 역임)
- 아버지: 장승원(張承遠 1852년~1917년), 조선때 자헌대부 관찰사 역임
- 어머니: 정부인(貞夫人) 조남철(趙南徹, 풍양 조씨(豊壤 趙氏), 1846년~1938년)
  - 맏형: 장길상(張吉相, 1874년~1936년), 규장각 직각 역임
    - 조카: 장병천(?~1923년 10월 29일)

  - 둘째 형: 장직상(張稷相, 1883년 ~ 1959년) 선산군수 역임
    - 조카: 장병찬(張炳贊, 기업인, 이천전기 대표 역임)

  - 누이: 장씨(張氏)
    - 외조카: 손병직
- 부인: 진주 정씨(晋州鄭氏, 1889년 ~ 1908년), 정우묵(鄭佑黙)의 딸, 우복 정경세의 후손
- 부인: 풍산 류씨(豊山柳氏, ? ~ ?), 류도상(柳道相)의 딸, 서애 류성룡의 후손
- 부인: 김연식(金淵植 또는 金蓮植, 1900년~1990년), 공주김씨, 김관호(金寬鎬)의 딸
  - 딸: 장병민(張炳敏, ? ~ ?)
  - 사위: 채항석(蔡恒錫, ? ~ ?), 일설에는 김진국이라고도 한다.
    - 외손녀: 채효선
    - 외손녀 사위: 이OO, 대한민국 육군 초대 항공사령관 이영무의 아들[122]

  - 아들: 장병철(張炳哲, 1927년 ~ ?)
  - 아들: 장병갑(張炳甲, 1930년 ~ )
  - 딸: 장병우(1931년~)[123]
  - 딸: 장병채(張炳菜), 1931년 ~ ), 대학교수, 하와이대학교 강사
  - 사위: 한유갑(韓有甲)
  - 딸: 장병혜(張炳惠, 1932년 12월 6일 ~ )
    - 사위: 양각용(楊覺勇, 1920년 ~ )
      - 외손자: 권대규(權大奎, 장병혜의 양아들)

  - 아들: 장병은(張炳殷)
  - 아들: 장병문(張炳文)
  - 아들: 장병청(張炳淸)
  - 딸: 장병엽(張炳燁)
  - 사위: 지창환(池昌煥)
  - 딸: 장병초(張炳初)
- 손녀: ?
- 손녀사위: 정혜신
- 첩: 이유앵(李柳鶯, 1905년~), 의친왕의 첩이었다가 다시 남작 조명구의 첩이 된 이유색(李柳色)의 사촌동생[124]

## 여담
- 1967년 장택상 국무총리가 가지고 있던 파텍 필립 시계는 국내 존재하던 시계 가운데 가장 고가였다. 해당 시계 뿐만 아니라 여러 고가의 시계를 보유했고, 장택상 국무총리의 사저에 고용된 하인들이 시계 금고를 지켰다.[125]

- 장택상 국무총리의 호화 별장은 서울특별시 금천구 시흥동에 있었다. 시흥계곡 복합환경생태공원 별장터 안내 표지가 있다.

## 저서
- 《장택상 회고록:대한민국 건국과 나》

## 대중 매체

### 드라마
- 이정길 - 1981년(제1공화국) MBC 드라마
- 양진웅 - 1985년(새벽) KBS1 드라마
- 이정길 - 1987년(산하) MBC 드라마
- 강성욱 - 1989년(무풍지대) KBS2 드라마
- 김용건 - 1990년(반민특위) MBC 드라마
- 임혁주 - 2003년(야인시대) SBS 드라마, 2013년(일말의 순정) KBS2 드라마
- 김동현 - 2006년(서울 1945) KBS1 드라마

### 영화
- 허장강 - 1973년 (광복 20년과 백범 김구) 영화

## 같이 보기
- 구미위원부
- 한민당
- 자유당
- 대한민국 경찰
- 국민대회준비위원회
- 건준
- 호헌동지회
- 한일회담 반대운동
- 강명화 자살 사건

## 관련 서적
- 신태양사, 《내가 걸어온 길 내가 걸어갈 길(나의 정치백서)》 (신태양사, 1957)
- 홍우출판사, 《정계야화 (전2권)》 (홍우출판사, 1966)
- 공저, 《사실의 전부를 기술한다》
- 장택상, 《대한민국 건국과 나(저서)》 (창랑장택상기념사업회, 1993)
- 장병혜, 장병초 편, 《상록의 자유혼》 (1973, 장병혜, 창랑장택상기념사업회 저): 장택상 일대기
- 강준만, 《한국현대사산책:1940년대편 1》 (인물과사상사, 2006)
- 강준만, 《한국현대사산책:1940년대편 2》 (인물과사상사, 2006)
- 강준만, 《한국현대사산책:1950년대편 1》 (인물과사상사, 2006)
- 강준만, 《한국현대사산책:1950년대편 2》 (인물과사상사, 2006)
- 브루스커밍스, 《한국전쟁의 기원》 (김자동 역, 일월서각, 1986)
- 브루스커밍스, 《브루스커밍스의 한국현대사》 (커밍스, 창작과비평사, 2001)
- 박용만, 《경무대 비화-제1공화국》 (내외신서, 1991)
- 윤치영, 《윤치영의 20세기: 동산회고록》 (삼성출판사, 1991)
- 이원순, 《인간 이승만》 (1965, 신태양사)
- 정운현, 《잃어버린 기억의 보고서:증언 반민특위》 (삼인, 2008)

## 역대 선거 결과
|  | 1.52% |

|  | 16.88% |

|  | 58.65% |

|  | 79.52% |

|  | 74.95% |

|  | 30.59% |

|  | 30.89% |

|  | 27.43% |